# 2 Broke Girls/Episodenliste

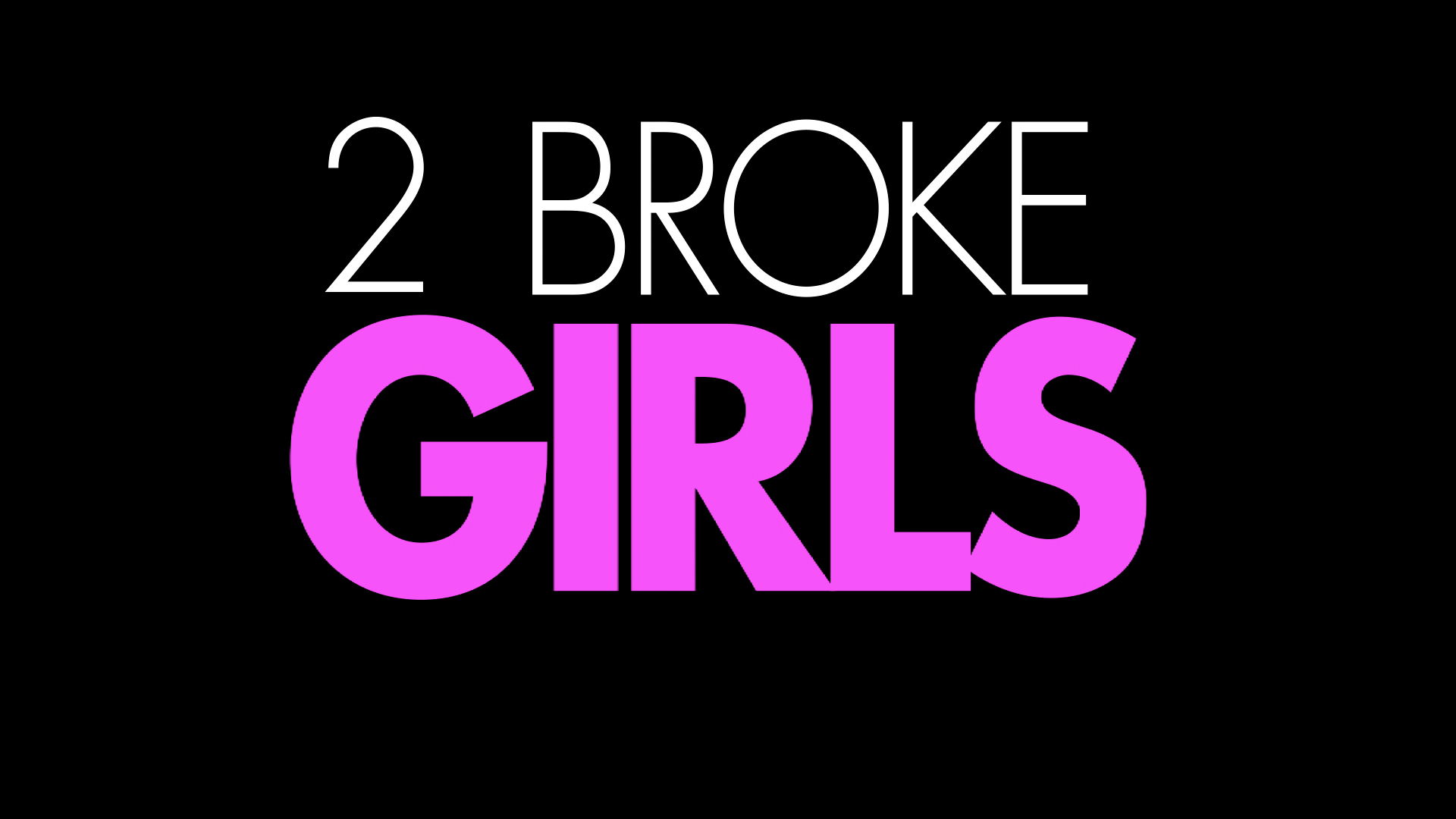
Logo zur Serie

Diese Episodenliste enthält alle Episoden der US-amerikanischen Sitcom 2 Broke Girls, sortiert nach der US-amerikanischen Erstausstrahlung. Die Fernsehserie umfasst sechs Staffeln mit 138 Episoden.

## Übersicht
| Staffel | Episodenanzahl | Erstausstrahlung USA | Erstausstrahlung USA | Deutschsprachige Erstausstrahlung | Deutschsprachige Erstausstrahlung |
| Staffel | Episodenanzahl | Staffelpremiere      | Staffelfinale        | Staffelpremiere                   | Staffelfinale                     |
| ------- | -------------- | -------------------- | -------------------- | --------------------------------- | --------------------------------- |
| 1       | 24             | 19. September 2011   | 7. Mai 2012          | 28. August 2012                   | 19. Februar 2013                  |
| 2       | 24             | 24. September 2012   | 13. Mai 2013         | 26. Februar 2013                  | 15. Oktober 2013                  |
| 3       | 24             | 23. September 2013   | 5. Mai 2014          | 7. Januar 2014                    | 11. November 2014                 |
| 4       | 22             | 27. Oktober 2014     | 18. Mai 2015         | 21. April 2015                    | 18. August 2015                   |
| 5       | 22             | 12. November 2015    | 12. Mai 2016         | 15. März 2016                     | 2. August 2016                    |
| 6       | 22             | 10. Oktober 2016     | 17. April 2017       | 30. Januar 2017                   | 27. November 2017                 |

## Staffel 1
Die Erstausstrahlung der ersten Staffel war vom 19. September 2011 bis zum 7. Mai 2012 auf dem US-amerikanischen Fernsehsender CBS zu sehen. Die deutschsprachige Erstausstrahlung sendete der deutsche Free-TV-Sender ProSieben vom 28. August 2012 bis zum 19. Februar 2013.
| Nr. (ges.) | Nr. (St.) | Deutscher Titel              | Originaltitel                        | Erstausstrahlung USA | Deutschsprachige Erstausstrahlung (D) | Regie               | Drehbuch                                |
| --- | --------- | ---------------------------- | ------------------------------------ | -------------------- | ------------------------------------- | ------------------- | --------------------------------------- |
| 1 | 1         | Reboot in Brooklyn           | Pilot                                | 19. Sep. 2011        | 28. Aug. 2012                         | James Burrows       | Michael Patrick King & Whitney Cummings |
| Max Black ist eine hart arbeitende Kellnerin in einem kleinen Diner in Williamsburg. Als ihr Chef Han Caroline Channing als ihre neue Kollegin einstellt, ist sie absolut nicht begeistert. Caroline hat bisher noch nie gearbeitet und gehörte zu den reichsten Menschen in Manhattan, bis ihr Vater als Betreiber eines Schneeballsystems verhaftet wurde, sodass die Familie nun kein Geld mehr besitzt. Als Max Caroline am nächsten Tag in der U-Bahn findet, in der diese die Nacht verbrachte, lässt sie sie aus Mitleid in ihrer Wohnung übernachten. Die neue Freundschaft ist jedoch gefährdet, als Max’ Freund Robbie Caroline Avancen macht. Schließlich erwischt ihn Max mit einer anderen und bietet Caroline an, ihre neue Mitbewohnerin zu werden. Erwirtschaftetes Gesamtkapital für den Cupcakeladen: $387.25                                                                                             |           |                              |                                      |                      |                                       |                     |                                         |
| 2 | 2         | Private Grenzen              | And the Break-up Scene               | 29. Sep. 2011        | 4. Sep. 2012                          | James Burrows       | Michael Patrick King                    |
| Während Caroline von der Idee, später einen eigenen Cupcakeladen zu eröffnen, ganz begeistert ist, hält Max nur wenig davon. Da sich Max vor kurzem von ihrem Freund getrennt hat, empfindet es Caroline als Gefallen für Max, dass sie Robbie bittet, seine Habseligkeiten still und heimlich aus der Wohnung zu schaffen. Doch Max hatte sich die Trennungsszene bereits genüsslich ausgemalt und droht, ihre neue Freundschaft zu beenden. Am Ende entschuldigt sich eine sehr betrunkene Caroline bei Max und die beiden schlafen zusammen ein. Erwirtschaftetes Gesamtkapital für den Cupcakeladen: $364.25 |           |                              |                                      |                      |                                       |                     |                                         |
| 3 | 3         | Shopping-Krieg               | And Strokes of Goodwill              | 3. Okt. 2011         | 11. Sep. 2012                         | John Fortenberry    | Jhoni Marchinko                         |
| Max nimmt Caroline mit zum Einkaufen in den Secondhandladen. Nach anfänglichem Entsetzen erfreut sich Caroline schnell an den günstigen Preisen. Max entdeckt den attraktiven Johnny und ein The-Strokes-T-Shirt, das sie sich auf einem Konzert der Band nicht leisten konnte. Doch eine andere Kundin kommt ihr mit dem Kauf des T-Shirts zuvor. Als sie dieselbe Frau später in einem Club wieder treffen, versucht Caroline das T-Shirt für Max zurückzubekommen, was allerdings nicht gelingt. Erwirtschaftetes Gesamtkapital für den Cupcakeladen: $500.25 |           |                              |                                      |                      |                                       |                     |                                         |
| 4 | 4         | Die Probleme der Reichen     | And the Rich People Problems         | 10. Okt. 2011        | 18. Sep. 2012                         | John Fortenberry    | Michelle Nader                          |
| Caroline und Max brechen in Carolines alte Wohnung ein, um ein paar Sachen abzuholen, wobei Max an Carolines früherem Lebensstil allzu viel Gefallen findet. Erwirtschaftetes Gesamtkapital für den Cupcakeladen: $543.25 |           |                              |                                      |                      |                                       |                     |                                         |
| 5 | 5         | Schuldenkrise                | And the ’90s Horse Party             | 17. Okt. 2011        | 25. Sep. 2012                         | Scott Ellis         | Sonny Lee & Patrick Walsh               |
| Caroline möchte Max helfen, ihre Schulden abzubauen. Sie beschließen, im Diner eine 1990er-Jahre-Party zu veranstalten, um Investoren für ihr Geschäft zu finden – doch es erscheint auch ein Überraschungsgast. Erwirtschaftetes Gesamtkapital für den Cupcakeladen: $593.25 |           |                              |                                      |                      |                                       |                     |                                         |
| 6 | 6         | Das Schrankbett              | And the Disappearing Bed             | 24. Okt. 2011        | 2. Okt. 2012                          | Scott Ellis         | Greg Malins                             |
| Caroline hat es satt, auf der Couch schlafen zu müssen, und legt sich ein Schrankbett zu. Der Zusammenbau erweist sich jedoch als nicht gerade einfach. Max und Johnny nähern sich an. Erwirtschaftetes Gesamtkapital für den Cupcakeladen: $423.25 |           |                              |                                      |                      |                                       |                     |                                         |
| 7 | 7         | Nicht hübsch genug           | And the Pretty Problem               | 31. Okt. 2011        | 9. Okt. 2012                          | Scott Ellis         | David Feeney                            |
| Da Max’ Cupcakes von einem potentiellen Abnehmer als nicht hübsch genug bezeichnet werden, überredet Caroline sie zur Teilnahme an einem Kurs, in dem sie lernen soll, sie hübsch zu verzieren. Dort kommt es aber bald zu Konflikten mit den beiden Kursleiterinnen. Erwirtschaftetes Gesamtkapital für den Cupcakeladen: $383.25 |           |                              |                                      |                      |                                       |                     |                                         |
| 8 | 8         | Der Messie                   | And Hoarder Culture                  | 7. Nov. 2011         | 16. Okt. 2012                         | Ted Wass            | Liz Feldman                             |
| Caroline nimmt einen Zweitjob als Aufräumhilfe an. Zusammen mit Max landet sie in einer Messie-Wohnung, wo sie viele Dinge finden, die sie auf eBay versteigern können. Max’ Schwarm Johnny lädt sie ein, ihm beim nächtlichen Bemalen einer Reklametafel zu helfen, was sie als Date interpretiert. Doch er verhält sich ihr gegenüber sehr zurückhaltend und später erfährt sie, dass er eine Freundin hat. Erwirtschaftetes Gesamtkapital für den Cupcakeladen: $623.25 |           |                              |                                      |                      |                                       |                     |                                         |
| 9 | 9         | Johnny und Cash              | And the Really Petty Cash            | 14. Nov. 2011        | 23. Okt. 2012                         | Ted Wass            | Morgan Murphy                           |
| Max und Caroline liefern für eine Kunstausstellung Cupcakes und Johnny erklärt Max, dass er mit ihr nur befreundet sein möchte. Dennoch küsst er sie. Max kommt nicht von ihm los, obwohl sie glaubt, dass er seine Freundin nie für sie verlassen wird. Erwirtschaftetes Gesamtkapital für den Cupcakeladen: $623.25 |           |                              |                                      |                      |                                       |                     |                                         |
| 10 | 10        | Elfenterror                  | And the Very Christmas Thanksgiving  | 21. Nov. 2011        | 13. Nov. 2012                         | Jean Sagal          | Michael Patrick King                    |
| Carolines schusseliger Art ist es zu verdanken, dass Max’ Mixer das Zeitliche segnet. Um Geld für ein neues Gerät aufzutreiben und ihn zudem mit Personalrabatt zu kaufen, nehmen die beiden einen Job in einem Einkaufszentrum an: Als Elfen sollen sie für weihnachtliche Gefühle bei den Kleinen sorgen. Erwirtschaftetes Gesamtkapital für den Cupcakeladen: $621.25 |           |                              |                                      |                      |                                       |                     |                                         |
| 11 | 11        | Altes Geld sucht neuen Stall | And the Reality Check                | 5. Dez. 2011         | 30. Okt. 2012                         | Fred Savage         | Molly McAleer                           |
| Da der Winter einbricht, können Max und Caroline das Pferd Chestnut nicht mehr in ihrem Garten halten und suchen nach einer neuen Bleibe für ihn. Fündig werden sie bei Peach Landis, für die Max im Zweitjob als Kindermädchen arbeitet. Erwirtschaftetes Gesamtkapital für den Cupcakeladen: $621.25 |           |                              |                                      |                      |                                       |                     |                                         |
| 12 | 12        | Küchenkrise                  | And the Pop-Up Sale                  | 12. Dez. 2011        | 6. Nov. 2012                          | Fred Savage         | Michelle Nader                          |
| Max und Caroline benötigen einen neuen Herd. Caroline ist bereit, zur Finanzierung ihre Ringe zu verkaufen, doch der Verkauf erweist sich als schwieriger als erwartet. Sie setzt auf den Trend des Pop-up-Verkaufs. Erwirtschaftetes Gesamtkapital für den Cupcakeladen: $621.25 |           |                              |                                      |                      |                                       |                     |                                         |
| 13 | 13        | Die geheime Zutat            | And the Secret Ingredient            | 2. Jan. 2012         | 20. Nov. 2012                         | Julie Anne Robinson | Michael Patrick King                    |
| Bei einem Einkauf im Supermarkt stellt Caroline die Vorteile von Coupons fest. Dabei gerät sie in einen regelrechten Kaufrausch, in dessen Folge sie ihr Pferd Chestnut ignoriert und nicht besucht. Während Max ihr vorhält eine schlechte Pflegemutter für Chestnut zu sein, wird sie dabei an ihre eigene Mutter erinnert. Erwirtschaftetes Gesamtkapital für den Cupcakeladen: $644.25 |           |                              |                                      |                      |                                       |                     |                                         |
| 14 | 14        | Der unbekannte Nachbar       | And the Upstairs Neighbor            | 16. Jan. 2012        | 27. Nov. 2012                         | Thomas Kail         | Michael Patrick King                    |
| Max und Caroline haben eine neue Nachbarin, Sophie Kachinsky, in der Wohnung über ihnen, welche viel Lärm macht. Max versucht vergeblich, sie einzuschüchtern, und auch Caroline scheitert mit dem Versuch, sie durch Freundlichkeit zu einem rücksichtsvolleren Verhalten zu bewegen. Außerdem halten die beiden sie für eine Puffmutter und sind entsetzt, als Sophie ihnen einen Job anbietet. Erwirtschaftetes Gesamtkapital für den Cupcakeladen: $665.00 |           |                              |                                      |                      |                                       |                     |                                         |
| 15 | 15        | Der blinde Fleck             | And the Blind Spot                   | 6. Feb. 2012         | 4. Dez. 2012                          | Ted Wass            | Michelle Nader                          |
| Max und Caroline nehmen einen Job in Sophies Firma als Putzfrauen an, um mehr Geld für ihr Geschäft zu sammeln. Sophie merkt jedoch bald, dass Caroline aufgrund ihrer Vergangenheit überhaupt nicht putzen kann – sie versucht Max davon zu überzeugen, ihr Leben ohne Caroline mit mehr Erfolg zu meistern. Erwirtschaftetes Gesamtkapital für den Cupcakeladen: $865.00 |           |                              |                                      |                      |                                       |                     |                                         |
| 16 | 16        | Gebrochene Herzen            | And the Broken Hearts                | 13. Feb. 2012        | 11. Dez. 2012                         | Ted Wass            | David Feeney                            |
| Am Valentinstag erleidet Earl beim Anblick der aufgehübschten Sophie einen leichten Herzinfarkt und wird ins Krankenhaus gebracht. Dort trifft Caroline einen jungen Arzt, mit dem sie früher ein paar Mal ausgegangen war, ehe sie mit ihm Schluss gemacht hat. Ihr Interesse an ihm erwacht neu, doch diesmal weist er sie ab. Erwirtschaftetes Gesamtkapital für den Cupcakeladen: $865.00 |           |                              |                                      |                      |                                       |                     |                                         |
| 17 | 17        | Die Ehrenjüdin               | And the Kosher Cupcakes              | 20. Feb. 2012        | 18. Dez. 2012                         | Scott Ellis         | Liz Feldman                             |
| In einer jüdischen Apotheke ergattern Max und Caroline einen Auftrag für Cupcakes für eine Bar Mitzwa. Natürlich sollen sie koscher sein, was Max bei der Zubereitung eigentlich ignorieren will, doch Caroline, die die jüdischen Traditionen schätzt und respektiert, stimmt sie um. Als sie die Cupcakes bei der Auftraggeberin abliefern, wird ausgerechnet Max von ihr und ihrer Mutter ins Herz geschlossen, Caroline hingegen ignoriert. Erwirtschaftetes Gesamtkapital für den Cupcakeladen: $865.00 |           |                              |                                      |                      |                                       |                     |                                         |
| 18 | 18        | One Night Stands             | And the One-Night Stands             | 27. Feb. 2012        | 8. Jan. 2013                          | Scott Ellis         | Sonny Lee & Patrick Walsh               |
| Caroline hat Geburtstag, und der Tag verläuft für sie sehr abwechslungsreich: Zuerst hat sie einen One-Night-Stand, dann organisiert Max für sie mit ihrem knappen Budget eine reichlich dürftige Party, und zum Schluss fahren sie ins Gefängnis, um dort Carolines Vater zu besuchen. Leider trifft Max dort einen Häftling, mit dem sie einmal einen One-Night-Stand hatte und der sie jetzt für die Liebe seines Lebens hält. Als er abgewimmelt wird, will er das nicht akzeptieren und löst eine Häftlingsrevolte aus. Erwirtschaftetes Gesamtkapital für den Cupcakeladen: $625.00 |           |                              |                                      |                      |                                       |                     |                                         |
| 19 | 19        | Spring Break                 | And the Spring Break                 | 19. März 2012        | 15. Jan. 2013                         | Scott Ellis         | Morgan Murphy                           |
| Die Geschäfte laufen schlecht, als es von einem schwulen Pärchen im Restaurant den Auftrag gibt, auf deren Hunde und Wohnung aufzupassen. Caroline nutzt die Gelegenheit, um ihre Lebenssituation zu vergessen und den Spring Break zu feiern, während Max einfach nur einen schönen Tag verbringen möchte. Durch ein paar neue Kontakte überschlagen sich bald die Ereignisse – die beiden müssen sich zwischen dem Urlaub des Lebens und einer Cupcake-Karrierechance entscheiden. Erwirtschaftetes Gesamtkapital für den Cupcakeladen: $775.00 |           |                              |                                      |                      |                                       |                     |                                         |
| 20 | 20        | Nebenwirkungen               | And the Drug Money                   | 9. Apr. 2012         | 22. Jan. 2013                         | Ted Wass            | Greg Malins                             |
| Um ihrem Vater zu helfen, soll Caroline unter Zuhilfenahme eines Rechtsanwaltes für ihn bei einer Befragung aussagen. Dieser fordert jedoch ein hohes Honorar, da seine Kanzlei wegen der Machenschaften des Vaters bereits beinahe pleitegegangen wäre. Max schlägt zur Finanzierung die Teilnahme an einem Medikamententest vor, in die Caroline nur ungern einwilligt, und entdeckt beiläufig ihr Faible für die Gerichtsserie „Law & Order“. Erwirtschaftetes Gesamtkapital für den Cupcakeladen: $675.00 |           |                              |                                      |                      |                                       |                     |                                         |
| 21 | 21        | Im Steuersumpf               | And the Messy Purse Smackdown        | 16. Apr. 2012        | 29. Jan. 2013                         | Ted Wass            | Molly McAleer                           |
| Caroline möchte Earl bei seiner Steuererklärung helfen und überredet Max, mit ihrer Hilfe erstmals ebenfalls eine auszufüllen. Dabei kommt es zum Streit zwischen den beiden, weil Max von Carolines Ordnungsliebe genervt ist. Währenddessen hat Sophie das Problem, dass Oleg sich ernsthaft in sie verliebt hat, während sie keine Beziehung mit ihm will, weil er in ihren Augen nur ein Versager ohne Zukunftspläne ist. Erwirtschaftetes Gesamtkapital für den Cupcakeladen: $675.00 |           |                              |                                      |                      |                                       |                     |                                         |
| 22 | 22        | Die Buttercreme-Blamage      | And the Big Buttercream Breakthrough | 30. Apr. 2012        | 5. Feb. 2013                          | Ted Wass            | Michelle Nader                          |
| Caroline kontaktiert Peach Landis und erhält den Auftrag, für eine Party einer Freundin von Peach Cupcakes mit Buttercreme zu liefern. Leider verzögert sich die Lieferung, und unterwegs zerfließt die Buttercreme. Peach feuert Max, bereut es aber bald und bietet ihr die Wiedereinstellung an, was Max jedoch ablehnt. Erwirtschaftetes Gesamtkapital für den Cupcakeladen: $675.00 |           |                              |                                      |                      |                                       |                     |                                         |
| 23 | 23        | Ballköniginnen – Teil 1      | And Martha Stewart Have a Ball (1)   | 7. Mai 2012          | 12. Feb. 2013                         | Ted Wass            | Michael Patrick King                    |
| Max erhält Besuch von ihrem Schwarm Johnny, der ihr aber nur mitteilt, dass er demnächst heiraten wird. Caroline ergattert einen Termin bei einem bekannten Partyplaner, um ihm ihre Cupcakes vorzustellen, doch dann platzt der Termin, weil wegen der in den Medien allgegenwärtigen Delikte ihres Vaters niemand mit einer Channing zu tun haben will. Als Caroline zudem erfährt, dass sie haufenweise Hassbriefe erhalten hat, versinkt sie in eine tiefe Depression, aus der Max sie erst holen kann, als sie das Pferd Chestnut zurückholt, wofür sie sich verpflichten muss, wieder für Peach Landis zu arbeiten. Schließlich beschließen die beiden, sich auf einen Promi-Ball einzuschleichen, wo sie Martha Stewart, eine amerikaweit bekannte und medial einflussreiche Vorzeigehausfrau, zu treffen hoffen, um ihr ihre Cupcakes zu präsentieren. Erwirtschaftetes Gesamtkapital für den Cupcakeladen: $922.00 |           |                              |                                      |                      |                                       |                     |                                         |
| 24 | 24        | Ballköniginnen – Teil 2      | And Martha Stewart Have a Ball (2)   | 7. Mai 2012          | 19. Feb. 2013                         | Ted Wass            | Michael Patrick King                    |
| Nach zahlreichen Schwierigkeiten schaffen es Caroline und Max tatsächlich, auf den Ball zu gelangen und dort Martha Stewart zu treffen. Erwirtschaftetes Gesamtkapital für den Cupcakeladen: $927.00 |           |                              |                                      |                      |                                       |                     |                                         |

## Staffel 2
Die Erstausstrahlung der zweiten Staffel war vom 24. September 2012 bis zum 13. Mai 2013 auf dem US-amerikanischen Sender CBS zu sehen. Die deutschsprachige Erstausstrahlung sendete der deutsche Free-TV-Sender ProSieben vom 26. Februar bis zum 15. Oktober 2013.
| Nr. (ges.) | Nr. (St.) | Deutscher Titel             | Originaltitel                    | Erstausstrahlung USA | Deutschsprachige Erstausstrahlung (D) | Regie            | Drehbuch                         |
| --- | --------- | --------------------------- | -------------------------------- | -------------------- | ------------------------------------- | ---------------- | -------------------------------- |
| 25 | 1         | Ein wertvoller Pokal        | And the Hidden Stash             | 24. Sep. 2012        | 26. Feb. 2013                         | Fred Savage      | Michelle Nader                   |
| Caroline besucht ihren Vater im Gefängnis und wird dabei erstmals von Max begleitet. Wider Erwarten findet Max ihn sehr sympathisch. Der Vater bittet die beiden, bei der bevorstehenden Auktion der Habseligkeiten der Channings einen bestimmten Pokal zu ersteigern. Max vermutet, dass in ihm Geld versteckt ist. Erwirtschaftetes Gesamtkapital für den Cupcakeladen: $727.00 |           |                             |                                  |                      |                                       |                  |                                  |
| 26 | 2         | Die Glückskette             | And the Pearl Necklace           | 1. Okt. 2012         | 5. März 2013                          | Fred Savage      | Michael Patrick King             |
| Als Carolines Perlenkette, die sie trotz aller Schicksalsschläge für ihre Glückskette hält, kaputt geht, ist sie davon überzeugt, dass sie nun von ihrem Glück verlassen ist. Max hofft immer noch, von Martha Stewart angerufen und in ihre Sendung eingeladen zu werden. Dann erfahren die beiden, dass ein Cupcake-Automat auf den Markt kommt. Es scheint, als wären die beiden mit ihrem Cupcake-Geschäft am Ende. Erwirtschaftetes Gesamtkapital für den Cupcakeladen: $877.00 |           |                             |                                  |                      |                                       |                  |                                  |
| 27 | 3         | Die gelbe Gefahr            | And the Hold-Up                  | 8. Okt. 2012         | 12. März 2013                         | Fred Savage      | Jhoni Marchinko                  |
| Das Diner wird überfallen. Max bleibt relativ gelassen, doch Caroline pinkelt sich aus Angst an und versteckt sich hinter Max, bis ausgerechnet Han den Räuber überwältigt. Fortan wird Caroline von Max und Sophie permanent wegen ihres Verhaltens aufgezogen. Erwirtschaftetes Gesamtkapital für den Cupcakeladen: $995.00 |           |                             |                                  |                      |                                       |                  |                                  |
| 28 | 4         | Cupcake Wars                | And the Cupcake War              | 15. Okt. 2012        | 19. März 2013                         | Fred Savage      | Molly McAleer                    |
| Max und Caroline treten in der Fernsehsendung „Cupcake Wars“ auf, in der zwei Teams von Cupcake-Bäckerinnen gegeneinander antreten. Ihr Auftritt endet jedoch in einem totalen Desaster. Erwirtschaftetes Gesamtkapital für den Cupcakeladen: $1028.00 |           |                             |                                  |                      |                                       |                  |                                  |
| 29 | 5         | Darius, der Lach-Express    | And the Pre-Approved Credit Card | 5. Nov. 2012         | 26. März 2013                         | Fred Savage      | Sonny Lee & Patrick Walsh        |
| Earl erhält Besuch von seinem Lieblingssohn Darius, der seinen Job als Autoverkäufer aufgegeben hat, um eine Karriere als Komiker zu starten. Max mag Darius’ Humor, aber Caroline, Han und Oleg finden seine meist auf Kosten anderer gehenden Witze geschmacklos. Doch die harmloseren Witze, die Darius stattdessen vorbereitet, finden keinen Anklang, und so droht sein erster Auftritt ein Desaster zu werden. Erwirtschaftetes Gesamtkapital für den Cupcakeladen: $1128.00 |           |                             |                                  |                      |                                       |                  |                                  |
| 30 | 6         | Süße Versuchung             | And the Candy Manwich            | 12. Nov. 2012        | 2. Apr. 2013                          | Fred Savage      | Liz Feldman                      |
| Max und Caroline lernen in einem kleinen Süßwarengeschäft dessen gutaussehenden Besitzer „Candy Andy“ kennen. Während sich Max eher für die Süßigkeiten interessiert, finden Caroline und Andy Gefallen aneinander, doch dann muss Caroline sich in seinem Laden übergeben. Dieser Vorfall ist ihr so peinlich, dass sie ihn nicht wiedersehen will. Max versucht die beiden trotzdem zu verkuppeln und nimmt Andy in ihre Wohnung mit, wo sie Caroline bei der Selbstbefriedigung ertappen. Trotzdem möchte sich Andy weiterhin mit ihr verabreden. Erwirtschaftetes Gesamtkapital für den Cupcakeladen: $1128.00                                   |           |                             |                                  |                      |                                       |                  |                                  |
| 31 | 7         | Candy-Andy ist kein Dandy   | And the Three Boys With Wood     | 19. Nov. 2012        | 9. Apr. 2013                          | Morgan Murphy    | Thomas Kail                      |
| Max und Caroline lassen zwei Amish-Jungen bei sich wohnen, die eine Scheune für Chestnut bauen sollen. Caroline hat ihr erstes Date mit Andy, der sich allerdings zurückzieht, als er erfährt, dass sie DIE Caroline Channing ist. Erwirtschaftetes Gesamtkapital für den Cupcakeladen: $1328.00 |           |                             |                                  |                      |                                       |                  |                                  |
| 32 | 8         | Friede, Freude, Eierkuchen  | And the Egg Special              | 26. Nov. 2012        | 16. Apr. 2013                         | Thomas Kail      | Tracy Poust & Jon Kinnally       |
| Max’ selbstgemachte Cupcakes erscheinen endlich in einer Ausgabe von Martha Stewarts Zeitschrift, woraufhin Caroline und Max einige Aufträge erhalten. Die Suppenküche gegenüber von Candy Andys Süßigkeitenladen ist Ort eines Verbrechens geworden, das ein Blutbad hinterlassen hat. Caroline sieht darin ihre Chance, eine Räumlichkeit für den Cupcake-Laden günstig zu erwerben. Da sie für ein Darlehen der Bank allerdings abgewiesen werden, will Max ihre Eizellen verkaufen. Schließlich bekommen sie von Sophie einen Scheck über $20.000 geschenkt. Erwirtschaftetes Gesamtkapital für den Cupcakeladen: $21328.00                      |           |                             |                                  |                      |                                       |                  |                                  |
| 33 | 9         | Wer ist hier der Boss?      | And the New Boss                 | 3. Dez. 2012         | 23. Apr. 2013                         | Fred Savage      | Molly McAleer                    |
| Caroline will unbedingt eine Praktikantin für das Cupcake-Geschäft anstellen. Max sträubt sich dagegen. Erst als Ratten in den Räumlichkeiten auftauchen, willigt sie ein. Die Praktikantin stellt sich allerdings als unbrauchbar heraus und Max muss den Chef in sich finden. Erwirtschaftetes Gesamtkapital für den Cupcakeladen: $7328.00 |           |                             |                                  |                      |                                       |                  |                                  |
| 34 | 10        | Die große Eröffnung         | And the Big Opening              | 10. Dez. 2012        | 30. Apr. 2013                         | Lonny Price      | Michael Patrick King             |
| Endlich wird der Cupcake-Laden eröffnet. Max und Caroline geben eine große Eröffnungsparty, zu der Max auch ihre Ex-Freunde einlädt, darunter Johnny. Sie erfährt, dass er nicht geheiratet hat, wie sie glaubte, und die beiden kommen sich wieder näher und verbringen die Nacht zusammen. Am nächsten Tag folgt die große Ernüchterung: Im Cupcake-Laden bleiben die Kunden aus, und Max erkennt, dass es mit ihr und Johnny nicht funktionieren wird, weswegen sie mit ihm wieder Schluss macht. Erwirtschaftetes Gesamtkapital für den Cupcakeladen: $5328.00                                                                                   |           |                             |                                  |                      |                                       |                  |                                  |
| 35 | 11        | Die Geschäftspartnerin      | And the Silent Partner           | 10. Dez. 2012        | 30. Apr. 2013                         | Don Scardino     | Tracy Poust & Jon Kinnally       |
| Sophie ist deprimiert, weil sie von einem polnischen Bauunternehmen beim Bau ihres Traumhauses in Polen betrogen wurde. Um sie aufzumuntern, bietet Max ihr eine Teilhaberschaft am Cupcake-Laden an. Sophie hat eine Menge Ideen, wie man das Geschäft ankurbeln könnte, aber Caroline ist von ihnen gar nicht begeistert. Inzwischen sucht Andy nach einer passenden Gelegenheit, um Caroline seine Liebe zu gestehen. Erwirtschaftetes Gesamtkapital für den Cupcakeladen: $3328.00 |           |                             |                                  |                      |                                       |                  |                                  |
| 36 | 12        | Breite Weihnachten          | And the High Holidays            | 17. Dez. 2012        | 7. Mai 2013                           | Don Scardino     | Molly McAleer                    |
| Max und Caroline haben Probleme, das Geld für die fällige Miete für den Cupcake-Laden zusammenzubekommen. Max nutzt ihre Kontakte zu einer Marihuana-Dealerin, um deren Kunden große Mengen Cupcakes zu verkaufen. Erwirtschaftetes Gesamtkapital für den Cupcakeladen: $100.00 |           |                             |                                  |                      |                                       |                  |                                  |
| 37 | 13        | Ende am Wochenende          | And the Bear Truth               | 14. Jan. 2013        | 14. Mai 2013                          | Scott Ellis      | Liz Feldman                      |
| Max und Caroline gewinnen ein Wochenende auf dem Land. Als Caroline Andy davon erzählt, glaubt er, dass sie ein romantisches Wochenende mit ihm verbringen wolle, und da Caroline ihn nicht enttäuschen will, fahren sie zu dritt. Andy glaubt, dass das Wochenende Carolines Geschenk zu seinem Geburtstag ist, muss aber dann feststellen, dass sie seinen Geburtstag vergessen hat. Er ist enttäuscht, weil Caroline ihn wegen ihres neuen Geschäfts vernachlässigt, und trennt sich von ihr. Erwirtschaftetes Gesamtkapital für den Cupcakeladen: $900.00                                                                                        |           |                             |                                  |                      |                                       |                  |                                  |
| 38 | 14        | Schlaflos in Williamsburg   | And Too Little Sleep             | 21. Jan. 2013        | 21. Mai 2013                          | Scott Ellis      | Jhoni Marchinko & Michelle Nader |
| Nachdem Max und Caroline völlig übermüdet von ihren Jobs im Cupcake-Geschäft und im Diner sind, fällt Caroline nach einer erneuten Bestätigung einer Kundin ein, dass sie noch 1.000 Cupcakes backen müssen. Um die 4.000 Dollar zu bekommen, müssen sie jedoch die Nacht durcharbeiten. Das führt allerdings zu einer Katastrophe. Erwirtschaftetes Gesamtkapital für den Cupcakeladen: $4900.00 |           |                             |                                  |                      |                                       |                  |                                  |
| 39 | 15        | Kristalle und Kredite       | And the Psychic Shakedown        | 4. Feb. 2013         | 28. Mai 2013                          | Ken Whittingham  | Michael Patrick King             |
| Caroline erfährt, dass Andy sein Geschäft geschlossen hat und somit endgültig aus ihrem Leben verschwunden ist. Deprimiert lässt sie sich von einer Wahrsagerin die Karten legen und erfährt, dass sie für immer einsam bleiben wird. Max hält Wahrsagerei für Schwachsinn und fordert von der Wahrsagerin das bezahlte Geld zurück, woraufhin sie und Caroline verflucht werden. Erwirtschaftetes Gesamtkapital für den Cupcakeladen: $4800.00 |           |                             |                                  |                      |                                       |                  |                                  |
| 40 | 16        | Fliegen für Anfänger        | And Just Plane Magic             | 11. Feb. 2013        | 27. Aug. 2013                         | Ken Whittingham  | Michael Patrick King             |
| Caroline und Max beschließen auszugehen, weil sie von der Arbeit im Diner genervt sind. Um auf ein Konzert der Raveonettes zu gelangen, flirtet Max mit einem Bandbegleiter. Dieser lädt Max und Caroline daraufhin zur Grammyverleihung ein. Aus diesem Grund fliegen sie mit einem Privatflugzeug nach LA und lernen in diesem Flugzeug den Rapper 2 Chainz kennen. Unglücklicherweise muss das Flugzeug in Kansas notlanden, weshalb Max und Caroline die Grammyverleihung nur in einem Motel im Fernsehen verfolgen. Erwirtschaftetes Gesamtkapital für den Cupcakeladen: $4800.00                                                               |           |                             |                                  |                      |                                       |                  |                                  |
| 41 | 17        | Der Marionettenspieler      | And the Broken Hip               | 18. Feb. 2013        | 27. Aug. 2013                         | Ken Whittingham  | Michael Patrick King             |
| Ein Marionettenspieler, der sich J. Petto nennt, baut seinen Stand vor dem Cupcake-Laden auf. Max und Caroline bitten ihn zu gehen. Als der erzürnte Mann in den Cupcake-Laden stürmt, rutscht er auf einem Cupcake aus und stürzt. Anschließend verklagt er das Geschäft. Caroline und Max, die keine Versicherung für den Laden abgeschlossen haben, besuchen J. Petto und erfahren, dass lediglich die Marionette beschädigt wurde. Trotzdem versuchen sie sich außergerichtlich mit J. Petto zu einigen. Als dieser jedoch immer mehr Geld verlangt, kidnappen sie die Marionette. Erwirtschaftetes Gesamtkapital für den Cupcakeladen: $3800.00 |           |                             |                                  |                      |                                       |                  |                                  |
| 42 | 18        | Tante Charity               | And Not-So-Sweet Charity         | 25. Feb. 2013        | 3. Sep. 2013                          | Ken Whittingham  | Michael Patrick King             |
| Caroline und Max bekommen den Räumungsbescheid für ihr Geschäft, da sie die Miete nicht mehr zahlen können. Die neuen Mieter bieten ihnen $25.000, wenn sie die Räumlichkeiten unverzüglich verlassen. Doch Caroline will ihren Traum nicht aufgeben und wendet sich an ihre Tante Charity, die eine erfolgreiche Kosmetikfirma betreibt. Diese kann Caroline jedoch nicht leiden und verweigert ihr die $25.000. Erwirtschaftetes Gesamtkapital für den Cupcakeladen: $01.00 |           |                             |                                  |                      |                                       |                  |                                  |
| 43 | 19        | Belästigung am Arbeitsplatz | And The Temporary Distraction    | 18. März 2013        | 10. Sep. 2013                         | Fred Savage      | Sonny Lee & Patrick Walsh        |
| Nach der Schließung des Cupcake-Ladens bewerben sich Max und Caroline aus Geldmangel bei einem Zeitarbeitsunternehmen. Caroline geht in ihrem neuen Job so auf, dass sie schon bald befördert wird und ihren Traum vom Cupcake-Geschäft aufgeben will. Max, der das gar nicht gefällt, greift zu einer drastischen Maßnahme, um Caroline davor zu bewahren, in ihrem neuen Job zu versauern: Sie beschuldigt sie der sexuellen Belästigung am Arbeitsplatz. Erwirtschaftetes Gesamtkapital für den Cupcakeladen: $05.00 |           |                             |                                  |                      |                                       |                  |                                  |
| 44 | 20        | Das Loch in der Decke       | And the Big Hole                 | 25. März 2013        | 17. Sep. 2013                         | Fred Savage      | Liz Feldman                      |
| Oleg und Sophie sind beim Sex so laut, dass Caroline, die unter Sophies Wohnung wohnt, nicht schlafen kann. Obendrein verursachen sie sogar ein Loch in der Decke. Als Caroline am nächsten Tag zu spät zur Arbeit erscheint, kommt es zwischen ihr und Han zum Streit, und sie wird gefeuert. Während Max sie mit Han zu versöhnen versucht, nimmt Caroline einen Job als Innenarchitektin bei Oleg an, um seine Wohnung für Sophies ersten Besuch bei ihm präsentabel zu machen. Erwirtschaftetes Gesamtkapital für den Cupcakeladen: $205.00 |           |                             |                                  |                      |                                       |                  |                                  |
| 45 | 21        | Eine juckende Angelegenheit | And the Worst Selfie Ever        | 15. Apr. 2013        | 24. Sep. 2013                         | Phil Lewis       | Laura Kightlinger                |
| Caroline verbringt eine Nacht mit Andy. Am nächsten Tag verspürt sie heftiges Jucken zwischen den Beinen und befürchtet, dass Andy sie mit Herpes angesteckt hat. Erwirtschaftetes Gesamtkapital für den Cupcakeladen: $205.00 |           |                             |                                  |                      |                                       |                  |                                  |
| 46 | 22        | Funk und Trash              | And the Extra Work               | 29. Apr. 2013        | 1. Okt. 2013                          | Michael McDonald | Jon Kinnally & Tracy Poust       |
| Eine Mordserie wird im Diner gedreht. Die beiden bekommen eine Rolle als Statisten, Caroline später als Mordopfer, bis sie nicht mit dem Regisseur schlafen will. Danach bekommt Max die Chance, leider erfolglos. Aufgrund der sexuellen Anspielung erhalten sie dank Hans Hilfe eine Entschädigung von 1000 $. Erwirtschaftetes Gesamtkapital für den Cupcakeladen: $1205.00 |           |                             |                                  |                      |                                       |                  |                                  |
| 47 | 23        | Das Enthüllungsbuch         | And the Tip Slip                 | 6. Mai 2013          | 8. Okt. 2013                          | Lonny Price      | Michelle Nader                   |
| Eine ehemalige Mitarbeiterin von Carolines Vater will ein Enthüllungsbuch über ihn veröffentlichen und tritt zu Werbezwecken in einer Fernsehsendung auf. Caroline ist ebenfalls zu Gast und versucht sie unglaubwürdig zu machen. Erwirtschaftetes Gesamtkapital für den Cupcakeladen: $940.00 |           |                             |                                  |                      |                                       |                  |                                  |
| 48 | 24        | Das Chancen-Fenster         | And the Window of Opportunity    | 13. Mai 2013         | 15. Okt. 2013                         | Phill Lewis      | Michael Patrick King             |
| Caroline möchte mit Max an einem teuren Seminar teilnehmen. Doch das Geld dafür zu verdienen, erweist sich als überaus schwierig. Nebenbei zerstört Caroline die Beziehung von Sophie und Oleg und gerät in einen heftigen Streit mit Max. Doch am Ende findet Max einen Weg für einen Neustart des Cupcake-Geschäfts. Erwirtschaftetes Gesamtkapital für den Cupcakeladen: $1540.00 |           |                             |                                  |                      |                                       |                  |                                  |

## Staffel 3
Die Erstausstrahlung der dritten Staffel war vom 23. September 2013 bis zum 5. Mai 2014 auf dem US-amerikanischen Sender CBS zu sehen. Die deutschsprachige Erstausstrahlung sendet der deutsche Free-TV-Sender ProSieben seit dem 7. Januar 2014.
| Nr. (ges.) | Nr. (St.) | Deutscher Titel                   | Originaltitel                   | Erstausstrahlung USA | Deutschsprachige Erstausstrahlung (D) | Regie        | Drehbuch                      |
| --- | --------- | --------------------------------- | ------------------------------- | -------------------- | ------------------------------------- | ------------ | ----------------------------- |
| 49 | 1         | Soft Opening                      | And the Soft Opening            | 23. Sep. 2013        | 7. Jan. 2014                          | Don Scardino | Michael Patrick King          |
| Caroline und Max eröffnen ihr neues Cupcake-Geschäft im Hinterzimmer des Diners. Ihr erster Kunde stirbt jedoch. Es stellt sich am nächsten Tag heraus, dass der Tote ein erfolgreicher britischer Musiker ist, weswegen viele Fans vor dem Cupcake-Geschäft stehen und auch Cupcakes kaufen. Erwirtschaftetes Gesamtkapital für den Cupcakeladen: $725.00 |           |                                   |                                 |                      |                                       |              |                               |
| 50 | 2         | Das Herzensprojekt                | And the Kickstarter             | 30. Sep. 2013        | 7. Jan. 2014                          | Don Scardino | Michelle Nader                |
| Caroline wünscht sich eine neue Hose und startet eine Spendenaktion. Max wird darauf hingewiesen, dass sie ein neues Handy kaufen muss. Max schreibt der Diner Crew eine Nachricht, dass sie von Caroline genervt sei. Als Caroline das mitbekommt kommt es zu einem Streit, woraufhin sich Max bei ihr entschuldigt. Erwirtschaftetes Gesamtkapital für den Cupcakeladen: $1010.00 |           |                                   |                                 |                      |                                       |              |                               |
| 51 | 3         | Katze gut, alles gut              | And the Kitty Kitty Spank Spank | 7. Okt. 2013         | 14. Jan. 2014                         | Don Scardino | Jhoni Marchinko               |
| Max bettelt schon länger bei Caroline eine streunende Katze, die seit Tagen im Freien ist, zu behalten. Als Caroline schließlich nachgibt, kümmern die beiden sich um „Nancy“. Auf der Suche nach einem neuen Heim für den Streuner geraten sie an eine verrückte Frau, doch sie setzten sie lieber in einer exklusiven Wohngegend aus, bis sich letztendlich die wahre Besitzerin meldet und die beiden gezwungenermaßen die Katze auffinden und hergeben. Caroline redet am nächsten Tag nochmals mit den Besitzern und bekommt schließlich die Katze. Erwirtschaftete Gesamtkapital für den Cupcakeladen: $1310.00     |           |                                   |                                 |                      |                                       |              |                               |
| 52 | 4         | Maschine vs. Mädchen              | And the Group Head              | 14. Okt. 2013        | 21. Jan. 2014                         | Don Scardino | Liz Feldman                   |
| Max und Caroline wollen eine Kaffeemaschine für den Cupcake-Laden. Als sie diese bekommen bereitet sie ihnen noch einige Probleme, sodass sie kurzerzeit in einer Coffeeshop-Kette arbeiten, welche das gleiche Maschinenmodell in Verwendung hat. Erwirtschaftetes Gesamtkapital für den Cupcakeladen: $1328.00 |           |                                   |                                 |                      |                                       |              |                               |
| 53 | 5         | Der Cronut-Wahnsinn               | And the Cronuts                 | 21. Okt. 2013        | 28. Jan. 2014                         | Don Scardino | Sonny Lee & Patrick Walsh     |
| Als plötzlich die ganze Stadt nur noch „Cronuts“ und niemand mehr Cupcakes kauft, beschließen Max und Caroline die Cronuts auf dem Schwarzmarkt günstig zu kaufen und anschließend selbst zu verkaufen. Als diese ausverkauft sind erfinden sie ihre eigene Kreation. Erwirtschaftetes Gesamtkapital für den Cupcakeladen: $2012.00 |           |                                   |                                 |                      |                                       |              |                               |
| 54 | 6         | Schlaflos in Brooklyn             | And the Piece of Sheet          | 28. Okt. 2013        | 4. Feb. 2014                          | Don Scardino | Liz Astrof                    |
| Als Caroline sich neue Haar-Extensions und Max neue Bettwäsche spendiert, verschenkt sie Max’ alte Bettwäsche an eine Wohltätigkeitsorganisation. Da bei dieser aber Max’ Lieblings-Bezug dabei war begeben sich die zwei die ganze Nacht auf die Suche. Erwirtschaftetes Gesamtkapital für den Cupcakeladen: $2162.00 |           |                                   |                                 |                      |                                       |              |                               |
| 55 | 7         | Das Erlebnis-Paket                | And the Girlfriend Experience   | 4. Nov. 2013         | 11. Feb. 2014                         | Don Scardino | Morgan Murphy                 |
| Han hat seiner Mutter erzählt, er hätte eine Freundin und ihr dabei Bilder von einer Prostituierten gezeigt. Als sie schließlich mit ihr und Han essen gehen möchte, bittet dieser Max und Caroline eine Prostituierte als seine Freundin zu arrangieren; sie buchen das „Erlebnis-Paket“. Erwirtschaftetes Gesamtkapital für den Cupcakeladen: $2280.00 |           |                                   |                                 |                      |                                       |              |                               |
| 56 | 8         | Das In-Lokal                      | And The ’It’ Hole               | 11. Nov. 2013        | 18. Feb. 2014                         | Don Scardino | Whitney Cummings              |
| Caroline macht sich ein Date mit dem Surfer Mark in einem neu eröffneten In-Lokal aus. Als sie versetzt wird, besucht sie zusammen mit Max das Lokal und hofft weiterhin, dass ihr Date nachkommt. Da Caroline niedergeschlagen ist, bittet Max einen fremden Gast mit Caroline zu flirten. Erwirtschaftetes Gesamtkapital für den Cupcakeladen: $2420.00 |           |                                   |                                 |                      |                                       |              |                               |
| 57 | 9         | Tarte ins Glück                   | And the Pastry Porn             | 18. Nov. 2013        | 25. Feb. 2014                         | Don Scardino | Charles Brottmiller           |
| Als Caroline in Max’ Zimmer auf eine Broschüre über eine Konditorschule stößt, drängt sie Max sich bei der Schule anzumelden um ihren Traum zu verwirklichen. Für die Aufnahme an der Schule muss Max für Chefkonditor Nicolas eine Tarte backen. Trotz gelungener Tarte erhält Max eine Absage. Nach einem klärenden Gespräch mit Nicolas erhält sie doch eine Zusage. Um die hohen Schulgebühren bezahlen zu können, bietet Caroline Nicolas an, dass sie im Schulbüro arbeitet. Erwirtschaftetes Gesamtkapital für den Cupcakeladen: $2.50                                                                             |           |                                   |                                 |                      |                                       |              |                               |
| 58 | 10        | Der erste Schultag                | And The First Day Of School     | 25. Nov. 2013        | 4. März 2014                          | Don Scardino | Michael Patrick King          |
| Für den ersten Tag an der Konditorschule bekommt Max von der Diner-Crew eine Tasche geschenkt, die auf der U-Bahn-Fahrt zur Schule gestohlen wird. Max freundet sich mit ihrem Schulkollegen Deke (Eric André) an, während Caroline mit Chefkonditor Nicolas flirtet. Erwirtschaftetes Gesamtkapital für den Cupcakeladen: $114.50 |           |                                   |                                 |                      |                                       |              |                               |
| 59 | 11        | Das Leben nach dem Tod            | And The Life After Death        | 2. Dez. 2013         | 11. März 2014                         | Don Scardino | Molly McAleer                 |
| Als Caroline vom Tod ihrer früheren Nanny Antonia erfährt, begleitet Max sie zu deren Beerdigung in Philadelphia. Obwohl Antonia für Caroline ein Mutterersatz war, scheint kein anderes Mitglied aus Antonias Familie von Carolines Existenz zu wissen. Caroline ist niedergeschlagen, bis sie Antonias heimliche Geliebte Meg kennenlernen, welche Caroline versichert, dass Antonia sie geliebt hat. Erwirtschaftetes Gesamtkapital für den Cupcakeladen: $77.00 |           |                                   |                                 |                      |                                       |              |                               |
| 60 | 12        | Die französische Versuchung       | And the French Kiss             | 16. Dez. 2013        | 18. März 2014                         | Don Scardino | Michelle Nader                |
| Nach einer intensiven Knutscherei zwischen Caroline und Nicolas erzählt Deke Max, dass Nicolas verheiratet zu sein scheint. Noch bevor Max Caroline diese Information weitergeben kann, erfährt Caroline es selbst. Obwohl Nicolas Caroline erklärt, dass er in einer offenen Ehe lebt, fühlt sie sich nicht wohl und versucht mit der neuen Situation umzugehen. Erwirtschaftetes Gesamtkapital für den Cupcakeladen: $220.00 |           |                                   |                                 |                      |                                       |              |                               |
| 61 | 13        | Das große P(r)oblem               | And the Big But                 | 13. Jan. 2014        | 2. Sep. 2014                          | Don Scardino | Liz Feldman                   |
| Max ist zufrieden mit der Freundschaft zu Deke und ist irritiert, als sie plötzlich doch Gefühle für ihn zu entwickeln scheint. Sie beschließt mit Deke über ihre Gefühle zu sprechen, entscheidet sich aber kurzfristig um. Max und Caroline brechen in Nicolas’ Büro ein um die Prüfungsfragen für die bevorstehende Konditorprüfung zu stehlen. Da der Versuch misslingt, löst Deke stattdessen in der Schule falschen Feueralarm aus um die Prüfung zu verschieben. Es kommt zum ersten Kuss zwischen Max und Deke. Erwirtschaftetes Gesamtkapital für den Cupcakeladen: $252.75                                      |           |                                   |                                 |                      |                                       |              |                               |
| 62 | 14        | Liebe im Container                | And the Dumpster Sex            | 20. Jan. 2014        | 2. Sep. 2014                          | Don Scardino | Liz Astrof                    |
| Während Caroline sich von jemandem verfolgt fühlt, hat Max ihr erstes Date mit Deke. Er zeigt Max den umgebauten Müllcontainer, in welchem er wohnt. Nachdem sie zum ersten Mal Sex haben, macht sich Max sehr schnell auf den Heimweg. Um näher bei Max zu sein verschiebt Deke seinen Container vor das Diner. Max gesteht, dass sie Angst vorm Glücklichsein hat. Erwirtschaftetes Gesamtkapital für den Cupcakeladen: $410.00 |           |                                   |                                 |                      |                                       |              |                               |
| 63 | 15        | Dekes Geheimnis                   | And The Icing On The Cake       | 27. Jan. 2014        | 9. Sep. 2014                          | Phill Lewis  | Sonny Lee & Patrick Walsh     |
| Max und Deke gestehen einander die Liebe. Caroline ist wegen Dekes wirtschaftlichen Verhältnissen skeptisch, ob er der Richtige für Max ist. Sie findet heraus, dass Deke eigentlich von reichen Eltern abstammt und erzählt Max die Neuigkeit. Max ist wütend über Dekes Lüge und möchte nichts mehr mit ihm zu tun haben. Erwirtschaftetes Gesamtkapital für den Cupcakeladen: $560.00 |           |                                   |                                 |                      |                                       |              |                               |
| 64 | 16        | Von Schlümpfen und Hexen          | And the ATM                     | 3. Feb. 2014         | 16. Sep. 2014                         | Phill Lewis  | Charles Brottmiller           |
| Max teilt Deke mit, dass sie sich weiterhin eine Trennung von ihm wünscht, da er reich ist. Als sie ihren Kontostand auf dem neu im Diner errichteten Geldautomat abruft, zeigt ihr Konto plötzlich ein Guthaben von über einer Million Dollar an, ein Geschenk von Deke. Max realisiert, dass Deke – obwohl er reich ist – einen guten Charakter hat. Sie entschuldigt sich bei ihm und gibt ihm die Million zurück. Erwirtschaftetes Gesamtkapital für den Cupcakeladen: $560.00 |           |                                   |                                 |                      |                                       |              |                               |
| 65 | 17        | Der verheiratete Single           | And the Married Man Sleepover   | 24. Feb. 2014        | 23. Sep. 2014                         | Phill Lewis  | Whitney Cummings              |
| Nicolas flirtet weiterhin mit Caroline und er beteuert eine offene Ehe mit seiner Frau Juliette zu führen. Er bietet Caroline an, dass sie mit Juliette skypt um sich eine Bestätigung zu holen, dass sie nichts gegen eine Liaison zwischen Nicolas und Caroline hat. Nach einem gemeinsamen Abendessen bei Nicolas übernachten sowohl Caroline als auch Max und Deke in Nicolas’ Wohnung, ohne dass es zu Sex zwischen Nicolas und Caroline kommt. Erwirtschaftetes Gesamtkapital für den Cupcakeladen: $840.00 |           |                                   |                                 |                      |                                       |              |                               |
| 66 | 18        | Das „Nur fast“-Mädchen            | And the Near Death Experience   | 3. März 2014         | 30. Sep. 2014                         | Phill Lewis  | Liz Feldman                   |
| Caroline schreibt Nicolas, dass sie nur mit ihm schlafen würde, wenn er seine Frau verlässt. Nachdem er Caroline mitteilt, dass er seine Frau verlassen will, ziert sie sich weiterhin. Max und Caroline sind in Nicolas’ Wohnung, als dessen Frau aus Frankreich anreist. Um keine Probleme zu verursachen, flüchten die Mädchen auf den Fenstersims, fliegen jedoch auf. Erwirtschaftetes Gesamtkapital für den Cupcakeladen: $824.00 |           |                                   |                                 |                      |                                       |              |                               |
| 67 | 19        | Scotch und Fisch                  | And the Kilt Trip               | 17. März 2014        | 7. Okt. 2014                          | Phill Lewis  | Molly McAleer & Morgan Murphy |
| Am St. Patricks Day besuchen Max und Caroline eine überfüllte Bar. Danach gönnen sich die beiden auf Carolines Wunsch hin einen Bellini im noblen Plaza. Sie stellt fest, dass ihr früherer Lebensstil nicht mehr zu ihr zu passen scheint und sie sich im Laufe der letzten Jahre verändert hat. Die beiden kehren in die Bar zurück und feiern dort weiter. Erwirtschaftetes Gesamtkapital für den Cupcakeladen: $1150.00 |           |                                   |                                 |                      |                                       |              |                               |
| 68 | 20        | Die Stripperin in der Fischtapete | And the Not Broke Parents       | 24. März 2014        | 14. Okt. 2014                         | Phill Lewis  | Michael Patrick King          |
| Die Konditorschule wird geschlossen, weil Nicolas mit seiner Frau nach Frankreich zurückgekehrt ist. Deke möchte seine Eltern bitten die Schule zu kaufen und nimmt Max und Caroline zum Abendessen bei seinen Eltern mit. Das Dinner verläuft nicht wie gewünscht und Dekes Eltern stellen ihren Sohn vor die Wahl: Entweder bleibt die finanzielle Unterstützung durch seine Eltern erhalten oder er entscheidet sich für die Beziehung mit Max. Max will Deke diese Entscheidung abnehmen, indem sie seinen Wohncontainer in die Upper Eastside schiebt. Erwirtschaftetes Gesamtkapital für den Cupcakeladen: $2850.00 |           |                                   |                                 |                      |                                       |              |                               |
| 69 | 21        | Die Hochzeitstorte                | And the Wedding Cake Cake Cake  | 14. Apr. 2014        | 21. Okt. 2014                         | Jean Sagal   | Michelle Nader & Liz Astrof   |
| Cupcake-Kundin Claire (Lindsay Lohan) bestellt für ihre Hochzeit eine Torte bei den Mädchen. Obwohl Claire ihre Bestellung laufend abändert, schaffen es die beiden die Hochzeitstorte pünktlich fertigzustellen. Beim Transport der Torte kommt es zu einem Zwischenfall, bei dem diese beschädigt wird und so müssen die Mädchen bangen ob sie ihren Geldscheck für die Hochzeitstorte erhalten werden. Erwirtschaftetes Gesamtkapital für den Cupcakeladen: $2650.00 |           |                                   |                                 |                      |                                       |              |                               |
| 70 | 22        | Der Mietvertrag                   | And the New Lease on Life       | 21. Apr. 2014        | 28. Okt. 2014                         | Phill Lewis  | Sonny Lee & Patrick Walsh     |
| Als der Mietvertrag für ihre Wohnung ausläuft stehen die Mädchen vor einem Problem, da sie als illegale Untermieter wohnen. Sie begeben sich auf die Suche nach dem eigentlichen Mieter Lester Donovan im Altersheim. Lester unterschreibt die Miet-Verlängerung für weitere vier Jahre, möchte aber nicht wieder ins Altersheim zurückkehren. Stattdessen möchte er in der Wohnung bleiben, außer die Mädchen bringen Sophie dazu mit Lester Sex zu haben. Erwirtschaftetes Gesamtkapital für den Cupcakeladen: $2614.00                                                                                                 |           |                                   |                                 |                      |                                       |              |                               |
| 71 | 23        | Verzockt                          | And the Free Money              | 28. Apr. 2014        | 4. Nov. 2014                          | Phill Lewis  | Charles Brottmiller           |
| Die Mädchen lernen Sophies neuen Freund Nicky, einen Buchmacher, kennen und begleiten die beiden zur Rennbahn, wo sie einen ersten Erfolg beim Pferdewetten erzielen. Caroline kehrt am nächsten Tag wieder auf die Rennbahn zurück, verwettet jedoch 3.000 Dollar. Trotz eines vermeintlich sicheren Tipps durch Hans befreundeten Jockey Eddie verlieren Caroline und Max noch mehr Geld. Zum Schuldenausgleich fordert Nicky Carolines Pferd Chestnut ein. Earl eilt zur Hilfe, indem er auf der Rennbahn wettet und das Geld für die Mädchen gewinnt. Erwirtschaftetes Gesamtkapital für den Cupcakeladen: $2814.00   |           |                                   |                                 |                      |                                       |              |                               |
| 72 | 24        | Ein befriedigender Abschluss      | And the First Degree            | 5. Mai 2014          | 11. Nov. 2014                         | Phill Lewis  | Morgan Murphy                 |
| Nachdem Max verrät, dass sie keinen Highschool-Abschluss hat, findet Caroline heraus, dass Max für einen Abschluss lediglich einen Geschichtstest nachholen muss. Nach einiger Überredung fängt Max mit dem Lernen an und meistert trotz einiger Selbstzweifel den Test. Sie lädt ihre Mutter zur Verleihung der Highschool-Diplome ein. Diese kommt zwar nicht zur Abschlussfeier, jedoch erscheint die gesamte Diner-Crew, welche bei der Diplomverleihung lautstark für Max applaudiert. Erwirtschaftetes Gesamtkapital für den Cupcakeladen: $2572.00                                                                 |           |                                   |                                 |                      |                                       |              |                               |

## Staffel 4
Die Erstausstrahlung der vierten Staffel war vom 27. Oktober 2014 bis zum 18. Mai 2015 auf dem US-amerikanischen Sender CBS zu sehen. Die deutschsprachige Erstausstrahlung wurde vom 21. April bis 18. August 2015 beim deutschen Free-TV-Sender ProSieben gesendet.
| Nr. (ges.) | Nr. (St.) | Deutscher Titel           | Originaltitel                  | Erstausstrahlung USA | Deutschsprachige Erstausstrahlung (D) | Regie                | Drehbuch                           | Zuschauer (USA) |
| --- | --------- | ------------------------- | ------------------------------ | -------------------- | ------------------------------------- | -------------------- | ---------------------------------- | --------------- |
| 73 | 1         | Das Reality-Problem       | And the Reality Problem        | 27. Okt. 2014        | 21. Apr. 2015                         | Don Scardino         | Michael Patrick King               | 8,43 Mio.       |
| Eine Produzentin bietet an, eine Episode von „Keeping Up with the Kardashians“ im Cupcake-Laden zu drehen, aber sagt dann in letzter Minute ab. Caroline ist gezwungen, einen Teil ihrer Haare abzuschneiden, da diese im Klappbett hängen bleiben. Am Ende stattet Kim Kardashian dem Cupcake-Laden einen Besuch ab. Erwirtschaftetes Gesamtkapital für den Cupcakeladen: $1950.00 |           |                           |                                |                      |                                       |                      |                                    |                 |
| 74 | 2         | Der Bio-Club              | And the DJ Face                | 3. Nov. 2014         | 21. Apr. 2015                         | Don Scardino         | Liz Astrof                         | 7,97 Mio.       |
| Max findet heraus, dass ihr wöchentliches Sexdate (Jesse Metcalfe) als DJ in einem Whole Foods-Store arbeitet. Dort trifft Caroline unerwartet auf eine ehemalige Freundin aus der High Society. Sophie verwendet ein Ouija-Board um herauszufinden, ob sie wieder mit Oleg zusammen sein sollte. Erwirtschaftetes Gesamtkapital für den Cupcakeladen: $2300.00 |           |                           |                                |                      |                                       |                      |                                    |                 |
| 75 | 3         | Von Fischen und Bären     | And the Childhood Not Included | 10. Nov. 2014        | 28. Apr. 2015                         | Don Scardino         | Michelle Nader                     | 7,55 Mio.       |
| Max bekommt von ihrer Mutter ein Paket geschickt, in dem ein Teddybär aus ihrer Kindheit ist. Eigentlich will sie ihn zurückschicken, doch ein Junge bietet ihr $600 für den Bären. Caroline hat währenddessen ein Problem, weil sie versehentlich Hans neuen Fisch, der $500 gekostet hat, getötet hat. Erwirtschaftetes Gesamtkapital für den Cupcakeladen: $2285.00 |           |                           |                                |                      |                                       |                      |                                    |                 |
| 76 | 4         | Das verstrickte Fahrrad   | And the Old Bike Yarn          | 17. Nov. 2014        | 28. Apr. 2015                         | Don Scardino         | Patrick Walsh                      | 7,90 Mio.       |
| Eine Frau verstrickt die Gegend um das Diner und das Cupcake-Fenster mit ihren leuchtenden Strickfarben. Max und Caroline sind überhaupt nicht begeistert, ganz im Gegenteil. Im Gespräch mit der Frau erwähnt Max, dass das Fahrrad, das sie gerade bestrickt, ja vielleicht doch ihnen gehört und sie es für ihren Lieferservice verwenden. Caroline will diesen Gedanken gleich in die Tat umsetzen und macht das Fahrrad für Max fahrbereit. Es stellt sich jedoch heraus, dass Max nicht Fahrrad fahren kann. Erwirtschaftetes Gesamtkapital für den Cupcakeladen: $2735.00 |           |                           |                                |                      |                                       |                      |                                    |                 |
| 77 | 5         | Süß und superscharf       | And the Brand Job              | 24. Nov. 2014        | 5. Mai 2015                           | Don Scardino         | Patrick Walsh                      | 6,85 Mio.       |
| Caroline benutzt eine Ausrede, um Max mit auf ein Business-Seminar von „Gordon Kepper“ zu nehmen. Statt zu bezahlen, stehlen sie die Namensschilder von Pamela und Ellen. Sie stellen immer wieder fest, dass ihre Vorstellungen vom Business ganz verschieden sind. Und Gordon sagt zu ihnen, dass sie wieder mehr zusammenarbeiten sollten, wenn sie wollen, dass ihr Cupcake-Laden erfolgreich ist. Erwirtschaftetes Gesamtkapital für den Cupcakeladen: $1695.00 |           |                           |                                |                      |                                       |                      |                                    |                 |
| 78 | 6         | Das Model-Apartment       | And The Model Apartment        | 8. Dez. 2014         | 5. Mai 2015                           | Don Scardino         | Linda Videtti Figueiredo           | 7,72 Mio.       |
| Max und Caroline vermieten ihre Wohnung über Airbnb als „Williamsburg-Erfahrung“ an fünf Victoria’s Secret-Models (darunter Lily Aldridge und Martha Hunt). Die beiden verbringen das Wochenende daher in Sophies Wohnung, die ein paar Tage in Urlaub fahren möchte. Die Models veranstalten eine große Party in der Wohnung, zu der Max und Caroline zunächst nicht eingeladen sind. Trotz einiger Probleme mit der Wohnung freunden sich die beiden mit den Models an und erhalten schließlich sogar Abschiedsgeschenke. Erwirtschaftetes Gesamtkapital für den Cupcakeladen: $3195.00 |           |                           |                                |                      |                                       |                      |                                    |                 |
| 79 | 7         | Der Weihnachtskredit      | And a Loan for Christmas       | 15. Dez. 2014        | 12. Mai 2015                          | Don Scardino         | Charles Brottmiller                | 7,81 Mio.       |
| New York in der Vorweihnachtszeit: Caroline versucht Max zu überzeugen, einen Kredit zu beantragen, um mehr Cupcake-T-Shirts herstellen zu lassen. Sie möchte diese in einem trendigen, gehobenen Geschäft verkaufen lassen. Max glaubt nicht, dass irgendjemand die T-Shirts kaufen möchte, doch Caroline kann ihr das Gegenteil beweisen. Sophie ist entschlossen, einen Dekorationswettbewerb zu gewinnen, und benötigt die Hilfe der beiden Mädchen und anderen der Diner-Mitarbeiter für eine lebende Krippe. Erwirtschaftetes Gesamtkapital für den Cupcakeladen: $3945.00 |           |                           |                                |                      |                                       |                      |                                    |                 |
| 80 | 8         | Die Spaßfabrik            | And The Fun Factory            | 5. Jan. 2015         | 12. Mai 2015                          | Don Scardino         | Michael Rowe                       | 9,08 Mio.       |
| Nachdem ihr $10.000 Darlehen bewilligt wurde, sind Max und Caroline nun auf der Suche nach einer Fabrik, die ihre Cupcake-T-Shirts herstellen soll. Zusammen besichtigen sie die Firma „American Ace“ in Brooklyn. Max wird schnell misstrauisch gegenüber den Arbeitsbedingungen, als sie und Caroline die übermäßig begeisterten Mitarbeiter des Unternehmens kennenlernen. Währenddessen hat auch Sophie eine neue Geschäftsidee: Schamhaar-Perücken. Erwirtschaftetes Gesamtkapital für den Cupcakeladen: $13945.00 |           |                           |                                |                      |                                       |                      |                                    |                 |
| 81 | 9         | Geburtstag am Strand      | And The Past And The Furious   | 19. Jan. 2015        | 19. Mai 2015                          | Don Scardino         | Michelle Nader & Liz Astrof        | 8,86 Mio.       |
| Caroline bekommt ein Geburtstagsgeschenk zum Diner geliefert: einen Lamborghini Aventador, den ihr Vater bereits 2011 bestellt hatte, mit dem Wissen, dass es vier Jahre dauern würde, den Wagen zu bauen. Aber ihre Freude ist nur von kurzer Dauer, da das Fahrzeug am nächsten Morgen beschlagnahmt werden soll. Um die Zeit bis dahin möglichst gut zu nutzen, setzt Max Caroline unter Drogen und unternimmt mit ihr eine Spritztour in die Hamptons. Unterdessen macht Oleg Sophie einen Heiratsantrag. Erwirtschaftetes Gesamtkapital für den Cupcakeladen: $13545.00 |           |                           |                                |                      |                                       |                      |                                    |                 |
| 82 | 10        | Das Einzugsdebakel        | And the Move-In Meltdown       | 2. Feb. 2015         | 19. Mai 2015                          | Don Scardino         | Patrick Walsh                      | 9,31 Mio.       |
| Han hilft Oleg bei Sophie einzuziehen, aber Sophie mag Olegs Sachen nicht und lässt ihn keinen Gegenstand in ihre Wohnung einräumen. Anschließend veranstaltet Sophie anlässlich Olegs Einzug eine Party, doch es kommt zum Streit zwischen den beiden. Sophie möchte Olegs Habseligkeiten zurückbringen, wird aber mit dem Umzugswagen in einen Unfall verwickelt. Am Ende versöhnen sich Oleg und Sophie, da Sophie gesteht, dass sie vor allem Angst vor ihrem neuen Beziehungsstatus hat. Unterdessen beschließt Caroline, Heizlampen für das Cupcake-Geschäft zu kaufen. Erwirtschaftetes Gesamtkapital für den Cupcakeladen: $13395.00 |           |                           |                                |                      |                                       |                      |                                    |                 |
| 83 | 11        | Die Zwei-Wochen-Regel     | And The Crime Ring             | 9. Feb. 2015         | 26. Mai 2015                          | Don Scardino         | Morgan Murphy                      | 9,13 Mio.       |
| Sophie bittet Max, ihre Trauzeugin zu sein, was diese ablehnt. Bei dem Versuch, Cupcake-T-Shirts in einem Club zu verkaufen, trifft Caroline einen attraktiven Mann und verbringt die Nacht bei ihm. Nachdem er zwei Wochen lang nicht auf Carolines SMS reagiert, will Max Caroline helfen, in dessen Wohnung einzubrechen, da Caroline dort einen Ring vergessen hat (Zwei-Wochen-Regel). Die Mädchen erwischen jedoch die falsche Wohnung und werden verhaftet. Um mit Sophies Hilfe auf Kaution aus dem Gefängnis frei zu kommen, muss Max versprechen, Sophies Trauzeugin zu werden. Erwirtschaftetes Gesamtkapital für den Cupcakeladen: $3395.00 |           |                           |                                |                      |                                       |                      |                                    |                 |
| 84 | 12        | Der T-Shirt-Raub          | And The Knock Off Knock Out    | 16. Feb. 2015        | 16. Juni 2015                         | Don Scardino         | Morgan Murphy                      | 8,74 Mio.       |
| Die Mädchen finden heraus, dass zwei reiche Teenager Kopien ihrer Cupcake-T-Shirts verkaufen. Nachdem sie auch noch mit einer Unterlassungsklage konfrontiert werden, suchen Max und Caroline die beiden Schülerinnen in ihrer High School auf. Auch Han ist mitgekommen und gibt sich als deren Rechtsanwalt aus. Schließlich kann er die Schülerinnen überzeugen, keine nachgemachten T-Shirts mehr zu verkaufen. In der Zwischenzeit sucht Sophie nach einem Hochzeitsplaner. Erwirtschaftetes Gesamtkapital für den Cupcakeladen: $3675.00 |           |                           |                                |                      |                                       |                      |                                    |                 |
| 85 | 13        | Die großen Ungewaschenen  | And The Great Unwashed         | 23. Feb. 2015        | 23. Juni 2015                         | Don Scardino         | Laura Kightlinger                  | 8,47 Mio.       |
| Max und Caroline finden bei einer Essenslieferung zufällig heraus, dass einer ihrer Kunden eine erfolgreiche Fotografin (Valerie Harper) ist. Bei einer Kunstausstellung in SoHo entdecken sie, dass die Frau heimlich auch Fotografien im Diner aufgenommen hat. Caroline ist mitgenommen, weil sie in ihrer Kellnerinnen-Uniform abgebildet wurde und zudem niemand das Bild kaufen möchte, doch die Fotografin kann sie aufheitern. Am Ende kauft Han das Bild und schenkt es Caroline. Währenddessen glaubt Sophie, dass Oleg sie betrügt. Erwirtschaftetes Gesamtkapital für den Cupcakeladen: $2675.00 |           |                           |                                |                      |                                       |                      |                                    |                 |
| 86 | 14        | Die Cupcake-Katastrophe   | And the Cupcake Captives       | 9. März 2015         | 30. Juni 2015                         | Don Scardino         | Charles Brottmiller                | 8,25 Mio.       |
| Als Max und Caroline Sophies Junggesellinnen-Abschied vorbereiten, wird das Gebäude vom FBI geräumt, da sich in einer der Wohnungen ein Mann aufhalten soll, der drei Frauen als Geiseln hält. Max’ hausgemachte Cupcakes stehen kurze Zeit später im Mittelpunkt der Live-Übertragungen eines Fernsehsenders, denn der Verdächtige trägt bei seiner Verhaftung eines der Cupcake-T-Shirts. Max und Caroline versuchen dem Medienrummel zu entkommen, geben letztendlich aber doch ein Interview. Am Ende wird der Junggesellinnen-Abschied nachgeholt. Erwirtschaftetes Gesamtkapital für den Cupcakeladen: $1475.00 |           |                           |                                |                      |                                       |                      |                                    |                 |
| 87 | 15        | Katzenjammer              | And the Fat Cat                | 23. März 2015        | 7. Juli 2015                          | Fred Savage          | Liz Astrof & Michelle Nader        | 7,26 Mio.       |
| Max macht sich Sorgen um ihre verschwundene Katze Nancy. Kurze Zeit später meldet sich ein attraktiver Mann, der Nancy gefunden hat und bringt sie den Mädchen zurück. Sophie findet heraus, dass die Katze schwanger ist und hilft bei der Geburt der Katzenbabys. Caroline flirtet mit dem Mann, der von Beruf Risikokapitalgeber ist, um ihn als Investor für den Cupcake-Laden zu gewinnen. Währenddessen fordert Max Unterhaltszahlungen für die Katzenbabys, da sie überzeugt ist, dass die Babys vom Kater des Mannes stammen. Am Ende verspricht Han, dass er sich um die Katzenbabys kümmern wird. Erwirtschaftetes Gesamtkapital für den Cupcakeladen: $975.00 |           |                           |                                |                      |                                       |                      |                                    |                 |
| 88 | 16        | Weniger als Nichts        | And the Zero Tolerance         | 30. März 2015        | 14. Juli 2015                         | Fred Savage          | Michael Patrick King               | 7,13 Mio.       |
| Als Caroline merkt, dass der Kontostand der Mädchen unter Null Dollar liegt, suchen sie und Max verzweifelt nach Möglichkeiten, um genug Geld für die Rückzahlung des T-Shirt-Darlehens aufzubringen. Abends bekommen sie Besuch von John („Big Mary“), der mit Max die Ausbildung in der Konditorschule gemacht hat. Er erzählt, dass er als Patissier im „The High“, einem gehobenen neuen Café in Manhattan, arbeitet und ermutigt Max, sich für die zweite Konditorstelle zu bewerben. Max bekommt den Job und außerdem wird Caroline als Kellnerin eingestellt. Trotz kleiner Schwierigkeiten bei der Eröffnung des Cafés darf Max ihren neuen Job behalten und Caroline wird zur Hostess befördert. Erwirtschaftetes Gesamtkapital für den Cupcakeladen: - $14.00                                                        |           |                           |                                |                      |                                       |                      |                                    |                 |
| 89 | 17        | Boy Toy                   | And the High Hook-Up           | 13. Apr. 2015        | 21. Juli 2015                         | Fred Savage          | Michelle Nader & Liz Astrof        | 7,07 Mio.       |
| Joedth, die Managerin des „The High“, trifft auf einer Bank vor dem Café auf den attraktiven jungen Iren Nashit. Sie stellt ihn ein und beauftragt Caroline, ihn als Kellner anzulernen. Max ist hingerissen von Nashit und schwört, ihn ins Bett zu bekommen. Dies würde allerdings gegen Joedths strengen „keine Beziehungen unter den Mitarbeitern“-Grundsatz verstoßen. Als Nashit bei den Mädchen übernachtet, werden Max und Nashit erwischt. Schließlich stellt Han Nashit als Tellerwäscher im Diner ein, da dieser verspricht, hart zu arbeiten. Erwirtschaftetes Gesamtkapital für den Cupcakeladen: $286.00 |           |                           |                                |                      |                                       |                      |                                    |                 |
| 90 | 18        | Die Geschmacksfrage       | And the Taste Test             | 20. Apr. 2015        | 28. Juli 2015                         | Fred Savage          | Charles Brottmiller & Justin Sayre | 7,53 Mio.       |
| Caroline soll Sophies Schwester als zweite Brautjungfer ersetzen. Kurze Zeit später sind Max und Caroline in einem Brautmodenladen, um ihre Brautjungfer-Kleider auszusuchen. Da die beiden nicht wollen, dass Sophie die Kleider für sie auswählt, versuchen sie alle Kleider, die ihnen nicht gefallen, zu verstecken. Sophie ist jedoch zufällig auch schon im Laden und zwingt die beiden schließlich dazu kanariengelbe Kleider anzuprobieren. Max und Caroline finden die Kleider hässlich und wollen sie nicht tragen, was Sophies Gefühle verletzt. Am Ende müssen die beiden Sophie versichern, dass sie ihren Kleider-Geschmack gut finden. Da die gelben Kleider aber bereits von anderen Kundinnen gekauft worden sind, geht die Kleidersuche weiter. Erwirtschaftetes Gesamtkapital für den Cupcakeladen: $711.00 |           |                           |                                |                      |                                       |                      |                                    |                 |
| 91 | 19        | Der schöne Ire            | And the Look of the Irish      | 27. Apr. 2015        | 4. Aug. 2015                          | Fred Savage          | Patrick Walsh & Karen Kilgariff    | 6,57 Mio.       |
| Caroline und Max suchen nach einer Möglichkeit, eine Modelkarriere für Nash zu starten, damit dieser nicht mehr im Diner arbeitet. Unterdessen wollen Sophie und Oleg vor ihrer Hochzeit 30 Tage lang zölibatär leben. Nach einiger Vorbereitung und einem Fotoshooting nimmt Nash an einem Vorsprechen für eine „Cocoa-Puffs“-Werbung (Frühstücksflocken) teil. Es stellt sich allerdings heraus, dass „Cocoa Puffs“ ein Codewort für einen Pornodreh ist. Am Ende der Folge sieht ein Modelscout der Marke Guess Nash im „The High“ und möchte ihn engagieren. Erwirtschaftetes Gesamtkapital für den Cupcakeladen: $1211.00 |           |                           |                                |                      |                                       |                      |                                    |                 |
| 92 | 20        | Das kindische Problem     | And the Minor Problem          | 4. Mai 2015          | 11. Aug. 2015                         | Fred Savage          | Liz Astrof                         | 6,43 Mio.       |
| Caroline organisiert ein Unterwäsche-Shooting für Nash und wird dafür von Joedth mit der Managerstelle in einer neuen Filiale des „The High“ belohnt. Außerdem darf sie Max dorthin mitnehmen. Nashs Mutter kommt unerwartet nach New York, um ihn wieder zurück nach Irland zu bringen. Dabei stellt sich heraus, dass Nash noch minderjährig ist. Die Mädchen sind gezwungen, ihn entweder zu entführen oder ihren Job im „The High“ zu verlieren. Schließlich geht Nash nach Irland zurück, Max und Caroline dürfen ihre Jobs behalten. Am Flughafen finden sie zufällig heraus, dass die neue Filiale des „The High“ dort eröffnet werden soll. Erwirtschaftetes Gesamtkapital für den Cupcakeladen: $2261.00 |           |                           |                                |                      |                                       |                      |                                    |                 |
| 93 | 21        | Der düpierte Deportierte  | And the Grate Expectations     | 11. Mai 2015         | 18. Aug. 2015                         | Fred Savage          | Michelle Nader                     | 6,96 Mio.       |
| Bei Olegs Junggesellenabschied offenbart Han unbeabsichtigt, dass Oleg keine neue Green Card erhalten wird, wenn er nicht heiratet. Sophie fühlt sich betrogen und möchte die Hochzeit zunächst absagen. Oleg kann sie jedoch von seiner Liebe zu ihr überzeugen. Die Mädchen und John eröffnen die neue Filiale des „The High“ im Flughafen. Erwirtschaftetes Gesamtkapital für den Cupcakeladen: $3261.00 |           |                           |                                |                      |                                       |                      |                                    |                 |
| 94 | 22        | My Big Fat Polish Wedding | And the Disappointing Unit     | 18. Mai 2015         | 18. Aug. 2015                         | Michael Patrick King | Michael Patrick King               | 7,56 Mio.       |
| Sophie und Oleg heiraten trotz einiger Herausforderungen am Tag ihrer Hochzeit. Enttäuschende Verkaufszahlen der Flughafenfiliale des „The High“ lassen die Mädchen an ihrer Situation zweifeln. Sie beschließen, wieder an ihrem eigenen Traum, dem Cupcake-Geschäft, zu arbeiten. Erst einmal wollen sie sich jedoch einen Urlaub gönnen und fliegen daher nach Paris. Die Episode endet damit, dass Max und Caroline im Flugzeug Champagner trinken, den sie von befreundeten Flugbegleiterinnen bekommen haben. Erwirtschaftetes Gesamtkapital für den Cupcakeladen: $89.00 |           |                           |                                |                      |                                       |                      |                                    |                 |

## Staffel 5
Die Erstausstrahlung der fünften Staffel war vom 12. November 2015 bis zum 12. Mai 2016 auf dem US-amerikanischen Sender CBS zu sehen. Die deutschsprachige Erstausstrahlung wurde vom 15. März bis 2. August 2016 beim deutschen Free-TV-Sender ProSieben gesendet.
| Nr. (ges.) | Nr. (St.) | Deutscher Titel               | Originaltitel                          | Erstausstrahlung USA | Deutschsprachige Erstausstrahlung (D) | Regie                | Drehbuch                    | Zuschauer (USA) |
| --- | --------- | ----------------------------- | -------------------------------------- | -------------------- | ------------------------------------- | -------------------- | --------------------------- | --------------- |
| 95 | 1         | Die Abrissbirne               | And the Wrecking Ball                  | 12. Nov. 2015        | 15. März 2016                         | Michael Patrick King | Michael Patrick King        | 6,34 Mio.       |
| Ein Touristenführer führt Touristen durch Williamsburg und läuft durch die Straße, in der das Diner und der Cupcake-Shop stehen. Er sagt, es solle alles für den Bau eines Kinos abgerissen werden. Han organisiert ein Treffen aller Ladenbesitzer der Straße, um den Bau zu verhindern. Währenddessen versuchen Oleg und Sophie ein Baby zu bekommen. Erwirtschaftetes Gesamtkapital für den Cupcakeladen: $164.00 |           |                               |                                        |                      |                                       |                      |                             |                 |
| 96 | 2         | Der Saftladen                 | And the Gym and Juice                  | 19. Nov. 2015        | 15. März 2016                         | Michael Patrick King | Liz Astrof                  | 6,42 Mio.       |
| Die Dusche von Max und Caroline ist defekt, und so trifft es sich gut, dass Han den Freundinnen einen Probetag in einem Fitnessstudio empfiehlt. Abgesehen davon, dass sie von den Duschanlagen begeistert sind, hat Caroline auch eine Schwäche für den Trainer Brian. Die beiden nehmen einen Job in der Saftbar an, um länger die Vorteile des Fitnessstudios zu nutzen. Erwirtschaftetes Gesamtkapital für den Cupcakeladen: $264.00 |           |                               |                                        |                      |                                       |                      |                             |                 |
| 97 | 3         | Das Maybe-Baby                | And the Maybe Baby                     | 26. Nov. 2015        | 22. März 2016                         | Jason Reilly         | Michelle Nader              | 5,93 Mio.       |
| Carolines Ex-Freund Andy taucht auf einmal vor dem Cupcake-Fenster auf. Er erzählt Caroline und Max, dass er bald heiraten wird. Ohne darüber nachzudenken, bietet Caroline an, die Hochzeitstorte zu machen. Am Tag der Hochzeit denkt Caroline aber nochmal nach, ob es falsch war, dass sie vor Jahren Schluss gemacht hat, denn eigentlich war er der perfekte Mann. Sophie und Oleg üben währenddessen, mit einem Robo-Baby umzugehen. Erwirtschaftetes Gesamtkapital für den Cupcakeladen: $215.00 |           |                               |                                        |                      |                                       |                      |                             |                 |
| 98 | 4         | Trans-Aktionen                | And the Inside-Outside Situation       | 10. Dez. 2015        | 29. März 2016                         | David Trainer        | Justin Sayre                | 5,70 Mio.       |
| Ein seltsamer Kunde, der sich „Ich“ nennt und sich als geschlechtslos beschreibt, bestellt Cupcakes bei Caroline und Max. Wegen Max’ Mundwerk fühlt sich der Kunde beleidigt. Am nächsten Tag ruft er die LGBTQ-Community dazu auf, einen Aufstand vor dem Cupcake-Fenster anzuzetteln. Max und Caroline bleibt nichts anderes übrig, als sich bei einer Show vor laufender Kamera zu küssen. Erwirtschaftetes Gesamtkapital für den Cupcakeladen: $110.00 |           |                               |                                        |                      |                                       |                      |                             |                 |
| 99 | 5         | Der Mietbetrug                | And the Escape Room                    | 17. Dez. 2015        | 5. Apr. 2016                          | David Trainer        | Patrick Walsh               | 6,92 Mio.       |
| Der Mieter der Freundinnen taucht auf. Caroline ist stinksauer, da sie herausfindet, dass Max all die Jahre 25 Dollar zu viel von ihr für die Miete kassiert hat. Han zwingt außerdem die ganze Diner-Familie in einen „Escape Room“, um die Zusammenarbeit verbessern zu können. Das Thema ist „Alice im Wunderland“. Caroline kennt als einzige die Geschichte, sie eignet sich aber nicht gut, da sie immer noch sauer auf Max ist. Erwirtschaftetes Gesamtkapital für den Cupcakeladen: $174.35 |           |                               |                                        |                      |                                       |                      |                             |                 |
| 100 | 6         | Eher ungewöhnlich da unten    | And the Not Regular Down There         | 6. Jan. 2016         | 12. Apr. 2016                         | Katy Garretson       | Rachel Sweet                | 6,29 Mio.       |
| Max hat einen neuen Flirt, jedoch will Owen nicht direkt beim ersten Date mit Max ins Bett gehen, was sie verwundert. Caroline freut sich, da es nun endlich jemanden gibt, der es ernst mit Max meint. Jedoch hat das einen anderen Grund, denn Owen sieht untenrum etwas anders aus. Die Versuche von Oleg und Sophie, schwanger zu werden, bleiben erfolglos; die Freundinnen schlagen den beiden vor, sich untersuchen zu lassen. Erwirtschaftetes Gesamtkapital für den Cupcakeladen: $140.00 |           |                               |                                        |                      |                                       |                      |                             |                 |
| 101 | 7         | Der perfekte Lunch            | And the Coming Out Party               | 13. Jan. 2016        | 19. Apr. 2016                         | Michael Patrick King | Liz Feldman                 | 6,52 Mio.       |
| Carolines Großmutter Astrid ist fünf Jahre nach dem Skandal der Channing-Familie aus dem Koma erwacht und möchte nun ihre Enkelin sehen. Da sie sich an den Skandal nicht erinnern kann, muss Caroline bei einem Lunch alles dafür tun, dass sie weiterhin glaubt, die Familie sei reich. Erwirtschaftetes Gesamtkapital für den Cupcakeladen: $197.00 |           |                               |                                        |                      |                                       |                      |                             |                 |
| 102 | 8         | Das Basketball-Desaster       | And the Basketball Jones               | 20. Jan. 2016        | 26. Apr. 2016                         | Katy Garretson       | Morgan Murphy               | 6,62 Mio.       |
| Caroline versucht den Bekanntheitsgrad des Cupcakes-Shops zu steigern. Als sie und Max Freikarten für ein Basketballspiel von Olegs Bruder bekommen, ist es Carolines Ziel, in der VIP-Lounge Kontakte zu Prominenten zu knüpfen. Jedoch passiert den beiden ein Missgeschick, und sie flüchten in die Umkleide der Basketballspieler. Erwirtschaftetes Gesamtkapital für den Cupcakeladen: $280.00 |           |                               |                                        |                      |                                       |                      |                             |                 |
| 103 | 9         | All That Jazz                 | And the Sax Problem                    | 27. Jan. 2016        | 3. Mai 2016                           | John Riggi           | Charles Brottmiller         | 6,63 Mio.       |
| Ein Jazz-Club, den Earl mitgegründet hat, feiert sein Jubiläum, auch seine alte Band „The Early Birds“ tritt auf. Jedoch ist Earl nicht eingeladen. Max und Caroline versuchen, die Inhaberin und Earls Ex-Liebhaberin Ruby umzustimmen. Erwirtschaftetes Gesamtkapital für den Cupcakeladen: $80.00 |           |                               |                                        |                      |                                       |                      |                             |                 |
| 104 | 10        | Keine neuen Freunde           | And the No New Friends                 | 3. Feb. 2016         | 10. Mai 2016                          | Anthony Rich         | Rob Sheridan                | 6,34 Mio.       |
| Als eines Abends eine alte Freundin von Max vor dem Cupcake-Fenster auftaucht, mit der Max viel gemeinsam hat, wird Caroline eifersüchtig. Sie nimmt sich vor, selbst neue Freunde zu suchen, mit Erfolg, denn sie wird von Rachael zu einer Wochenendparty eingeladen. Caroline nimmt Max mit. Jedoch stellen die beiden fest, dass sie Rachael und ihre Freunde doch nicht kennenlernen wollen. Erwirtschaftetes Gesamtkapital für den Cupcakeladen: $80.00 |           |                               |                                        |                      |                                       |                      |                             |                 |
| 105 | 11        | Death Bitch Forever           | And the Booth Babes                    | 10. Feb. 2016        | 17. Mai 2016                          | Joel Murray          | Rachel Lind & David Shecter | 6,36 Mio.       |
| Caroline und Max ergattern Jobs auf einer Video-Games-Convention. Sie sind sogenannte „Booth Babes“ und müssen in kurzen Kleidern tanzen und Flyer verteilen. Jedoch entdecken sie, dass ein Freund von Han Max als Vorlage für sein selbstentwickeltes Videospiel „Death Bitch“ benutzt hat. An ihrer Seite ist ein Wesen, das aussieht wie Caroline. Erwirtschaftetes Gesamtkapital für den Cupcakeladen: $380.00 |           |                               |                                        |                      |                                       |                      |                             |                 |
| 106 | 12        | Die traurige Geschichte       | And the Story Telling Show             | 18. Feb. 2016        | 24. Mai 2016                          | Tom Stern            | Morgan Murphy               | 6,40 Mio.       |
| Caroline hat ein Date in einer Show, in der Leute ihre Geschichte erzählen können. Da ihr Date nicht auftaucht, kommt Max zu ihr. Die beiden langweilen sich, bis Caroline die Chance hat, selbst ihre Geschichte zu erzählen, wie sie vor fünf Jahren ihr Geld verloren hat. Eine geheime Talentsucherin will diese Geschichte verfilmen lassen, und lässt Caroline und Max nach Los Angeles fliegen. Erwirtschaftetes Gesamtkapital für den Cupcakeladen: $390.00 |           |                               |                                        |                      |                                       |                      |                             |                 |
| 107 | 13        | Neustart in L.A.              | And the Lost Baggage                   | 25. Feb. 2016        | 31. Mai 2016                          | James Burrows        | Michael Patrick King        | 6,56 Mio.       |
| Max und Caroline sind in Los Angeles angekommen; außer dass Max’ Koffer verloren gegangen ist, klappt alles planmäßig. Die beiden haben ein großes Hotelzimmer, und Max lernt den Promi-Anwalt Randy kennen, mit dem sie zusammen kommt. Die beiden treffen sich mit einem Filmproduzenten, der sie so lange warten lässt, bis er keine Zeit mehr hat. Sophie trifft auch ein, da sie zu einem besonderen Arzt nach Hollywood geht. Erwirtschaftetes Gesamtkapital für den Cupcakeladen: $390.00 |           |                               |                                        |                      |                                       |                      |                             |                 |
| 108 | 14        | Der verwettete Arsch          | And You Bet Your Ass                   | 3. März 2016         | 7. Juni 2016                          | James Burrows        | Liz Astrof & Michelle Nader | 6,74 Mio.       |
| Die beiden sind immer noch in Hollywood. Sie treffen sich mit den Drehbuchautoren, jedoch wollen sie Max’ Rolle nicht für den Film. Randy versucht in der Zeit, Caroline mit Bob zu verkuppeln. Dieser hat gute Kontakte in der Filmbranche, aber er könnte Carolines Großvater sein. Erwirtschaftetes Gesamtkapital für den Cupcakeladen: $390.00 |           |                               |                                        |                      |                                       |                      |                             |                 |
| 109 | 15        | Who let the Dog out?          | And the Great Escape                   | 10. März 2016        | 28. Juni 2016                         | John Riggi           | Liz Feldman                 | 6,54 Mio.       |
| Max’ Freund Randy muss zu einem Termin mit Johnny Depp, weshalb Caroline und Max auf seinen Hund aufpassen. Aus Versehen lässt Caroline die Tür offen und der Hund entläuft; die Frauen müssen ihn suchen, während sich draußen ein Krimineller aufhält. Erwirtschaftetes Gesamtkapital für den Cupcakeladen: $390.00 |           |                               |                                        |                      |                                       |                      |                             |                 |
| 110 | 16        | Der traurige Partybus         | And the Pity Party Bus                 | 31. März 2016        | 5. Juli 2016                          | Don Scardino         | Rachel Sweet                | 5,69 Mio.       |
| Randy macht mit Max Schluss, aber nicht persönlich, sondern schickt seinen Therapeuten Elliott. Max und Caroline reisen mit Sophie zurück nach Williamsburg, allerdings will Caroline Randy nicht so leicht davonkommen lassen. Sophie verkündet nach Ankunft im Diner fröhlich, dass sie im dritten Monat schwanger ist. Erwirtschaftetes Gesamtkapital für den Cupcakeladen: $90.00 |           |                               |                                        |                      |                                       |                      |                             |                 |
| 111 | 17        | Junge oder Mädchen            | And the Show and Don’t Tell            | 7. Apr. 2016         | 12. Juli 2016                         | Don Scardino         | Patrick Walsh               | 5,87 Mio.       |
| Carolines Vater hat ein Gefängnis-Musical geschrieben. Als Caroline und Max dies besuchen, erzählt Caroline mit Freude ihrem Vater, dass sie Max’ hausgemachte Cupcakes mit Hilfe der 250.000 Dollar, die Caroline für den Film bekommt, zu einer Dessert-Bar entwickeln möchten. Er bittet Max jedoch, Caroline gehen zu lassen, da er denkt, Cupcakes wären nichts für sie. Sophie bekommt einen Umschlag, in dem das Geschlecht ihres Babys steht, will sich dann aber doch überraschen lassen. Erwirtschaftetes Gesamtkapital für den Cupcakeladen: $72.00                                                                                           |           |                               |                                        |                      |                                       |                      |                             |                 |
| 112 | 18        | Das Hintertürchen             | And the Loophole                       | 14. Apr. 2016        | 19. Juli 2016                         | Don Scardino         | Justin Sayre                | 6,25 Mio.       |
| Caroline hat ihr Geld für den Film erhalten und sucht nun zusammen mit Max und einer Immobilienmaklerin, die in Han verliebt ist, einen geeigneten Ort für ihre Dessert-Bar, doch am Ende beschließen sie, dass sie ihr Cupcake-Fenster umbauen. Randy taucht im Diner auf, um Max zurückzugewinnen, was Caroline nicht gefällt. Erwirtschaftetes Gesamtkapital für den Cupcakeladen: $250,072.00 |           |                               |                                        |                      |                                       |                      |                             |                 |
| 113 | 19        | Angriff des Killer-Apartments | And the Attack of the Killer Apartment | 21. Apr. 2016        | 26. Juli 2016                         | Kathleen Marshall    | Charles Brottmiller         | 6,92 Mio.       |
| Randy will bei Max übernachten, um sie besser kennen zu lernen, verletzt sich aber an einem rostigen Nagel, der im Boden der Wohnung steckt und muss deshalb ins Krankenhaus. Er informiert den Vermieter über die Mängel in der Wohnung, da er nicht weiß, dass Max und Caroline nur illegale Untermieter sind. Er kann aufgrund seiner Tätigkeit als Anwalt den Vermieter dazu überreden, dass die beiden Frauen als offizielle Mieter eingetragen und einige Monatsmieten erlassen werden. Caroline erhält schließlich durch Randy ihre Alkohol-Ausschanklizenz für die Dessert-Bar. Erwirtschaftetes Gesamtkapital für den Cupcakeladen: $250,072.00 |           |                               |                                        |                      |                                       |                      |                             |                 |
| 114 | 20        | Das große Fressen             | And the Partnership Hits the Fan       | 28. Apr. 2016        | 26. Juli 2016                         | Katy Garretson       | Rob Sheridan                | 6,61 Mio.       |
| Eine Anwaltskanzlei will mit Randy zusammenarbeiten und lädt ihn und die Mädchen in ein exklusives Gourmetrestaurant ein. Max wird klar, dass sie mit Randys Luxusleben auf Dauer nicht zurechtkommt, als ihr von dem teuren Essen übel wird. Weil sie sich dafür schämt, flüchtet sie zusammen mit Caroline, wird aber von Randy eingeholt und beruhigt. Erwirtschaftetes Gesamtkapital für den Cupcakeladen: $250,072.00 |           |                               |                                        |                      |                                       |                      |                             |                 |
| 115 | 21        | 30 Zentimeter                 | And the Ten Inches                     | 5. Mai 2016          | 2. Aug. 2016                          | Katy Garretson       | Liz Feldman                 | 6,67 Mio.       |
| Max und Caroline versuchen, den Besitzer der Pizzeria neben dem Diner zu überzeugen, ihr Büro an sie zu vermieten, um so ihre Dessert-Bar zu vergrößern. Erwirtschaftetes Gesamtkapital für den Cupcakeladen: $31,000.00 |           |                               |                                        |                      |                                       |                      |                             |                 |
| 116 | 22        | Verzockt                      | And the Big Gamble                     | 12. Mai 2016         | 2. Aug. 2016                          | Michael Patrick King | Michelle Nader & Liz Astrof | 6,99 Mio.       |
| Max und Caroline merken, dass Han in Schwierigkeiten ist, denn er hat bei einer Bande Spielschulden. Die Bande droht ihn zu verletzen. Die Mädchen entscheiden sich Han zu helfen, zahlen die 30.000 $ und bekommen im Austausch dafür Geschäftsanteile am Diner. Die Beziehung von Max und Randy steht an einem Scheidepunkt, da er der Meinung ist, dass eine Fernbeziehung nicht funktionieren wird. Er fliegt zurück nach LA und hinterlässt Max ein Flugticket um ihm irgendwann zu folgen, wenn sie bereit dafür ist. Erwirtschaftetes Gesamtkapital für den Cupcakeladen: $1,000.00                                                               |           |                               |                                        |                      |                                       |                      |                             |                 |

## Staffel 6
Die Erstausstrahlung der sechsten Staffel ist seit dem 10. Oktober 2016 auf dem US-amerikanischen Sender CBS zu sehen. Die deutschsprachige Erstausstrahlung sendet der deutsche Free-TV-Sender ProSieben seit dem 30. Januar 2017.
| Nr. (ges.) | Nr. (St.) | Deutscher Titel             | Originaltitel                           | Erstausstrahlung USA | Deutschsprachige Erstausstrahlung (D) | Regie             | Drehbuch                                                         | Zuschauer (USA) |
| --- | --------- | --------------------------- | --------------------------------------- | -------------------- | ------------------------------------- | ----------------- | ---------------------------------------------------------------- | --------------- |
| 117 | 1         | Eröffnung mit Hindernissen  | And the Two Openings (1)                | 10. Okt. 2016        | 30. Jan. 2017                         | Fred Savage       | Michelle Nader                                                   | 6,36 Mio.       |
| Die Eröffnung von Carolines und Max’ Dessertbar steht bevor. Doch es gibt ein Problem mit der Schanklizenz, da Caroline den Antrag falsch ausgefüllt hat, und der Beamte sich weigert, sie auszustellen. Erwirtschaftetes Gesamtkapital für den Cupcakeladen: $535.00 |           |                             |                                         |                      |                                       |                   |                                                                  |                 |
| 118 | 2         | Geburt ohne Schanklizenz    | And the Two Openings (2)                | 10. Okt. 2016        | 6. Feb. 2017                          | Fred Savage       | Liz Astrof                                                       | 6,36 Mio.       |
| Ein Tag vor der Eröffnung von Carolines und Max’ Dessertbar ist Sophies Fruchtblase geplatzt. Nach langen Stunden des Wartens ist es endlich soweit, aber leider kommt das Baby genau in dem Augenblick, in dem Oleg einkaufen ist. Da Sophie nicht möchte, dass Oleg diesen Augenblick verpasst, entschließen sich Max und Caroline, die Geburt für Oleg zu faken. Erwirtschaftetes Gesamtkapital für den Cupcakeladen: $535.00                                                                  |           |                             |                                         |                      |                                       |                   |                                                                  |                 |
| 119 | 3         | Die Armdrück-Bar            | And the 80’s Movie                      | 17. Okt. 2016        | 13. Feb. 2017                         | Fred Savage       | Patrick Walsh                                                    | 5,66 Mio.       |
| Caroline versucht, für die Dessertbar Kundschaft zu akquirieren. Es findet sich eine lautstarke Gruppe von Frauen der New Yorker „Untergrund-Armdrück-Liga“ ein. Erwirtschaftetes Gesamtkapital für den Cupcakeladen: $1,050.00 |           |                             |                                         |                      |                                       |                   |                                                                  |                 |
| 120 | 4         | Taufmanöver                 | And the Godmama Drama                   | 24. Okt. 2016        | 20. Feb. 2017                         | Kathleen Marshall | Michael Lisbe & Nate Reger                                       | 5,60 Mio.       |
| Die Taufe der kleinen Barbara steht bevor; Sophie und Oleg haben Caroline und Max als Taufpatinnen gewählt. Sogar Olegs Mutter Olga ist aus der Ukraine angereist. Doch Caroline und Max stellen sich bei der Probe zur Zeremonie ungeschickt an. Erwirtschaftetes Gesamtkapital für den Cupcakeladen: $1,845.25 |           |                             |                                         |                      |                                       |                   |                                                                  |                 |
| 121 | 5         | Eine wilde Collegenacht     | And the College Experience              | 31. Okt. 2016        | 27. Feb. 2017                         | Kathleen Marshall | Brian Rubenstein                                                 | 4,99 Mio.       |
| Caroline und Max werden eingeladen, um an Carolines ehemaliger Uni einen Vortrag zu halten. Max freut sich auf ihre erste Collegeparty, und Carolines Nacht läuft anders als erwartet. Erwirtschaftetes Gesamtkapital für den Cupcakeladen: $2,710.65 |           |                             |                                         |                      |                                       |                   |                                                                  |                 |
| 122 | 6         | Showdown am Flughafen       | And the Rom-Commie                      | 7. Nov. 2016         | 6. März 2017                          | Lonny Price       | Justin Sayre                                                     | 5,42 Mio.       |
| Max backt für die „Anonymen Vielfresser“ eine riesige Torte. Han zerstört sie jedoch versehentlich; er versucht zwar, seinen Fauxpas zu verheimlichen, aber Oleg verrät ihn. Erwirtschaftetes Gesamtkapital für den Cupcakeladen: $3,710.65 |           |                             |                                         |                      |                                       |                   |                                                                  |                 |
| 123 | 7         | Gemixte Gefühle             | And the Sophie Doll                     | 14. Nov. 2016        | 13. März 2017                         | Don Scardino      | Michael Glouberman                                               | 5,18 Mio.       |
| Caroline und Max sind ratlos: Ihre Gäste bestellen immer solche Cocktails, die sie nicht mixen können. Die beiden beschließen, eine Barkeeper-Schule zu besuchen. Max hat zum ersten Mal wirklich Spaß auf einer Schule, während sich Caroline eher schwer tut. Als Han an Windpocken erkrankt und Max damit ansteckt, muss sie auf die Prüfung verzichten. Kurzerhand versucht sie, per Funk Caroline für die Prüfung zu coachen. Erwirtschaftetes Gesamtkapital für den Cupcakeladen: $3,340.35 |           |                             |                                         |                      |                                       |                   |                                                                  |                 |
| 124 | 8         | Straßenkakao                | And the Duck Stamp                      | 21. Nov. 2016        | 20. März 2017                         | Don Scardino      | Charles Brottmiller                                              | 5,37 Mio.       |
| Dank des neuen Barkeepers Clint und dessen besonderen Spezial-Cocktails auf Kakaobasis boomt die Dessertbar und macht endlich Umsatz. Als Clint Han von seinem Kakao probieren lässt, wird dieser süchtig danach; schon bald verlangt Han immer mehr. Erwirtschaftetes Gesamtkapital für den Cupcakeladen: $4,840.35 |           |                             |                                         |                      |                                       |                   |                                                                  |                 |
| 125 | 9         | Hoffnung für Caroline       | And the About FaceTime                  | 5. Dez. 2016         | 27. März 2017                         | Steve Zuckerman   | Rachel Palmer & David Shecter                                    | 5,68 Mio.       |
| Caroline findet Gefallen an Tyler und die beiden knüpfen erste zarte Bande. Caroline freut sich auf den ersten Sex seit zwei Jahren – doch dann kommt alles ganz anders. Erwirtschaftetes Gesamtkapital für den Cupcakeladen: $5,821.62 |           |                             |                                         |                      |                                       |                   |                                                                  |                 |
| 126 | 10        | Der perfekte Sturm          | And the Himmicane                       | 12. Dez. 2016        | 3. Apr. 2017                          | Steve Zuckerman   | Brian Rubenstein                                                 | 5,81 Mio.       |
| Ein Hurrikan zieht auf Brooklyn zu. Der besorgte Han beordert alle seine Mitarbeiter in den Vorratsraum. Max ist verzweifelt, weil sie immer noch auf eine Rückkehr von Randy hofft. Erwirtschaftetes Gesamtkapital für den Cupcakeladen: $5,521.62 |           |                             |                                         |                      |                                       |                   |                                                                  |                 |
| 127 | 11        | Fremde Finger               | And the Planes, Fingers and Automobiles | 19. Dez. 2016        | 10. Apr. 2017                         | Anthony Rich      | Patrick Walsh                                                    | 5,02 Mio.       |
| Der Hurrikan hat die Dessertbar zerstört. Max und Caroline gönnen sich ein paar freie Tage, in denen Max ihren Ex-Freund Randy in Los Angeles besuchen möchte. Caroline beschließt, ihre Freundin zu begleiten. Erwirtschaftetes Gesamtkapital für den Cupcakeladen: $3,521.62 |           |                             |                                         |                      |                                       |                   |                                                                  |                 |
| 128 | 12        | Auf dem falschen Raddampfer | And the Riverboat Runs Through It       | 2. Jan. 2017         | 24. Apr. 2017                         | Jason Ensler      | Michelle Nader                                                   | 5,88 Mio.       |
| Caroline und Max sind auf ihrem Trip nach Texas ohne Gepäck und Geld auf dem Land gestrandet. Sie begegnen der Dragqueen RuPaul, die auch in Richtung Texas unterwegs ist. Erwirtschaftetes Gesamtkapital für den Cupcakeladen: $500.00 |           |                             |                                         |                      |                                       |                   |                                                                  |                 |
| 129 | 13        | The Stalking Dead           | And the Stalking Dead                   | 16. Jan. 2017        | 25. Sep. 2017                         | John Riggi        | Michael Lisbe & Nate Reger                                       | 6,40 Mio.       |
| Caroline und Max kommen in Texas an um Randy am Filmset zu überraschen. Um zu Randy zu gelangen machen die beiden bei einem Statistencasting für Rollen als Zombies mit. Erwirtschaftetes Gesamtkapital für den Cupcakeladen: $484.00 |           |                             |                                         |                      |                                       |                   |                                                                  |                 |
| 130 | 14        | Handwerker und Notfälle     | And the Emergency Contractor            | 23. Jan. 2017        | 2. Okt. 2017                          | John Riggi        | Liz Astrof                                                       | 7,06 Mio.       |
| Zurück von ihrem Roadtrip lernt Caroline den Bauunternehmer Bobby kennen, der die Dessertbar nach dem Hurrikan renoviert hat. Währenddessen wird Max als Randys Notfallkontakt ins Krankenhaus gerufen, als dieser einen Unfall erleidet. Erwirtschaftetes Gesamtkapital für den Cupcakeladen: $2,372.00 |           |                             |                                         |                      |                                       |                   |                                                                  |                 |
| 131 | 15        | Der Schildkröteninstinkt    | And the Turtle Sense                    | 6. Feb. 2017         | 9. Okt. 2017                          | Don Scardino      | Michael Glouberman                                               | 5,98 Mio.       |
| Caroline geht auf ihr erstes Date mit Bobby. In der Zwischenzeit muss Max sich alleine um die Betreuung der Dessertbar kümmern. Erwirtschaftetes Gesamtkapital für den Cupcakeladen: $3,145.00 |           |                             |                                         |                      |                                       |                   |                                                                  |                 |
| 132 | 16        | Das dritte Date             | And the Tease Time                      | 13. Feb. 2017        | 16. Okt. 2017                         | Don Scardino      | Justin Sayre                                                     | 6,00 Mio.       |
| Carolines Aufregung steigt vor ihrem dritten Date mit Bobby. Um sich vorzubereiten besucht Caroline einen Burlesque-Kurs. Max begleitet sie zwar, zeigt aber wenig Interesse daran und beharrt darauf nach der Trennung von Randy dem Sex abgeschworen zu haben. Erwirtschaftetes Gesamtkapital für den Cupcakeladen: $4,895.00 |           |                             |                                         |                      |                                       |                   |                                                                  |                 |
| 133 | 17        | Ex und hopp                 | And the Jessica Shmessica               | 20. Feb. 2017        | 23. Okt. 2017                         | Don Scardino      | Charles Brottmiller                                              | 5,81 Mio.       |
| Bobby möchte Caroline seiner Familie vorstellen. Max und die anderen begleiten Caroline zu Bobbys Elternhaus. Bobbys Mutter und seine Schwestern hängen jedoch sehr an Bobbys Ex-Freundin Jessica und stehen Caroline ablehnend gegenüber. Erwirtschaftetes Gesamtkapital für den Cupcakeladen: $5,672.72 |           |                             |                                         |                      |                                       |                   |                                                                  |                 |
| 134 | 18        | Vatertag                    | And the Dad Day Afternoon               | 27. Feb. 2017        | 30. Okt. 2017                         | John Riggi        | Julie Mandel-Folly                                               | 5,74 Mio.       |
| Hans Therapeut führt Max’ unfreundliche Art gegenüber Han auf ihre väterlichen Probleme zurück. Han beschafft deshalb die Kontaktdaten von Max’ leiblichem Vater. Caroline ist von der Idee eines ersten Treffens zwischen Max und ihrem Vater begeistert und organisiert das Treffen in Rhode Island. Die gesamte Diner-Belegschaft begleitet sie. Erwirtschaftetes Gesamtkapital für den Cupcakeladen: $6,475.54                                                                                |           |                             |                                         |                      |                                       |                   |                                                                  |                 |
| 135 | 19        | Baby und andere Dinge       | And the Baby and Other Things           | 13. März 2017        | 6. Nov. 2017                          | Chris Poulos      | Michael Lisbe & Nate Reger & Justin Sayre Idee: Brian Rubenstein | 5,45 Mio.       |
| Max hat den Verdacht, dass Bobby noch immer Kontakt zu seiner Ex-Freundin Jessica hat und Caroline betrügt. Gemeinsam mit Han macht sich Max auf den Weg um Jessica auszuspionieren und zu befragen. Erwirtschaftetes Gesamtkapital für den Cupcakeladen: $6,922.14 |           |                             |                                         |                      |                                       |                   |                                                                  |                 |
| 136 | 20        | Auf der Bowlingbahn         | And the Alley-Oops                      | 20. März 2017        | 13. Nov. 2017                         | Jude Weng         | Patrick Walsh & Michael Glouberman Idee: Charles Brottmiller     | 4,66 Mio.       |
| Caroline ist wenig begeistert über Bobbys Hobby Bowling und sein Bowling-Team. Als sie unabsichtlich die Hand eines Teamspielers verletzt, muss Max als Ersatzspielerin einspringen. Erwirtschaftetes Gesamtkapital für den Cupcakeladen: $7,836.72 |           |                             |                                         |                      |                                       |                   |                                                                  |                 |
| 137 | 21        | Can-Drew Andrew             | And the Rock Me on the Dais             | 10. Apr. 2017        | 20. Nov. 2017                         | Michelle Nader    | Liz Astrof                                                       | 4,64 Mio.       |
| Caroline und Max werden anlässlich der Neuerscheinung von Carolines Film zu einem Pressetermin eingeladen. Dort treffen sie auf Carolines Ex-Freund Candy Andy, welcher wieder geschieden ist und Caroline seine Gefühle für sie offenbart. Erwirtschaftetes Gesamtkapital für den Cupcakeladen: $9,999.12 |           |                             |                                         |                      |                                       |                   |                                                                  |                 |
| 138 | 22        | 2 Broke Girls: The Movie    | And 2 Broke Girls: The Movie            | 17. Apr. 2017        | 27. Nov. 2017                         | Kathleen Marshall | Michelle Nader                                                   | 4,57 Mio.       |
| Auf der Premiere von Carolines Film taucht auch Randy auf. Er gesteht Max seine noch immer vorhandenen Gefühle und teilt ihr mit, dass er nach New York ziehen wird. Randy macht Max einen Heiratsantrag. Erwirtschaftetes Gesamtkapital für den Cupcakeladen: $0.00 |           |                             |                                         |                      |                                       |                   |                                                                  |                 |